# Histoire de la Nouvelle-Zélande

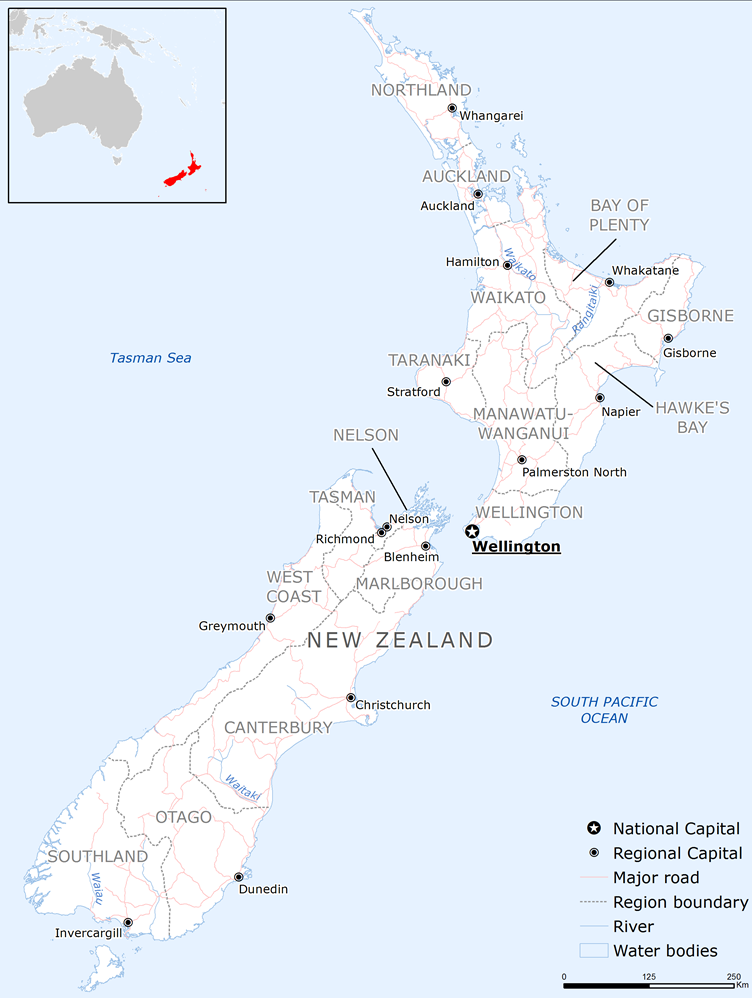
Carte de base.

L'histoire de la Nouvelle-Zélande couvre plus de 700 ans, depuis le moment où elle a été découverte et colonisée par des populations polynésiennes, qui y ont développé une culture spécifique, la culture maorie. Abel Tasman est le premier Européen à découvrir ce territoire le 13 décembre 1642. Tout au long du XVIIe siècle, des explorateurs, des marins, des missionnaires, des aventuriers, ont régulièrement abordé la Nouvelle-Zélande.
En 1840, le traité de Waitangi est signé par la couronne britannique et différents chefs maoris. Il incorpore la Nouvelle-Zélande à l'Empire britannique et donne des droits équivalents aux Maoris et aux Britanniques. Le reste du XIXe siècle est marqué par l'installation sur place de nombreux Européens et dans une moindre mesure de populations asiatiques. Les effets de la guerre, la mise en place d'un système juridique et économique d'origine européenne expliquent la perte d'influence des populations maories et leur appauvrissement.
À partir des années 1890 le parlement néo-zélandais a voté de nombreuses mesures progressistes, parmi lesquelles le droit de vote accordé aux femmes ou la mise en place d'un système de retraites.
Dans les années 1930, l'économie du pays était fortement régulée et l'État providence particulièrement puissant. La culture maorie connut une renaissance spectaculaire et, à partir des années 1950, de nombreux Maoris s'installèrent en ville. Le militantisme maori conduisit l'État néo-zélandais à promouvoir une plus grande reconnaissance des Maoris, sur la base du traité de Waitangi.
Pendant les années 1980, l'économie néo-zélandaise a connu une forte déréglementation libérale. La politique étrangère, traditionnellement liée à celle du Royaume-Uni ou des États-Unis, a cherché à devenir plus autonome. Les gouvernements successifs ont généralement maintenu ces orientations.

Océanie
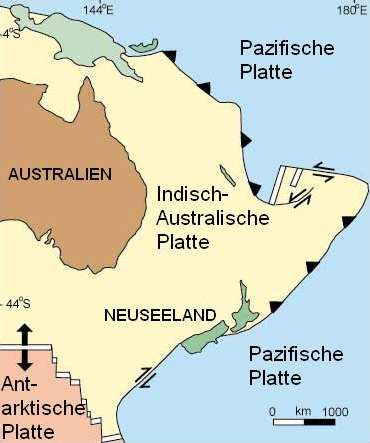
Tectonique
Zealandia
Relief
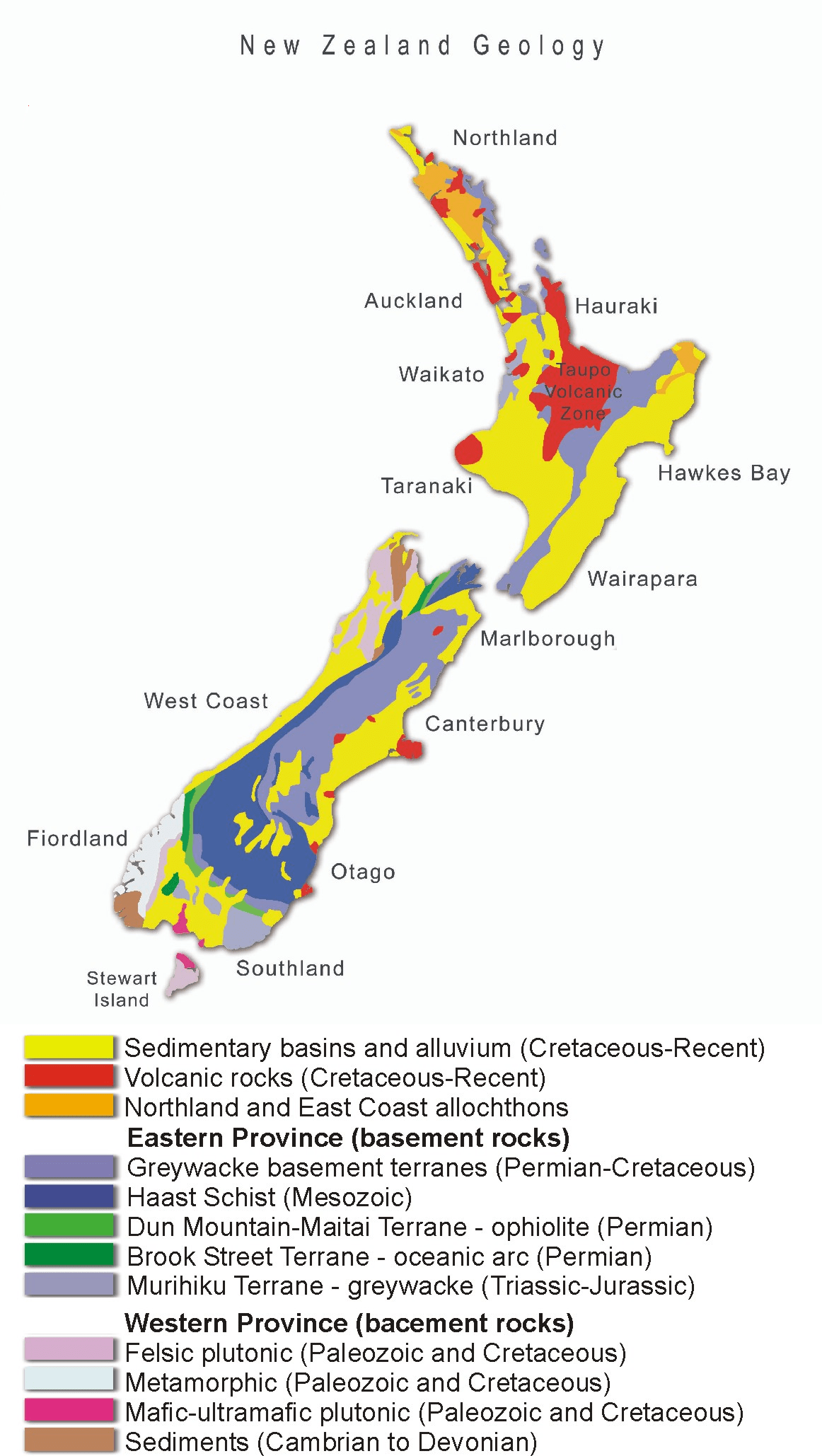
Géologie

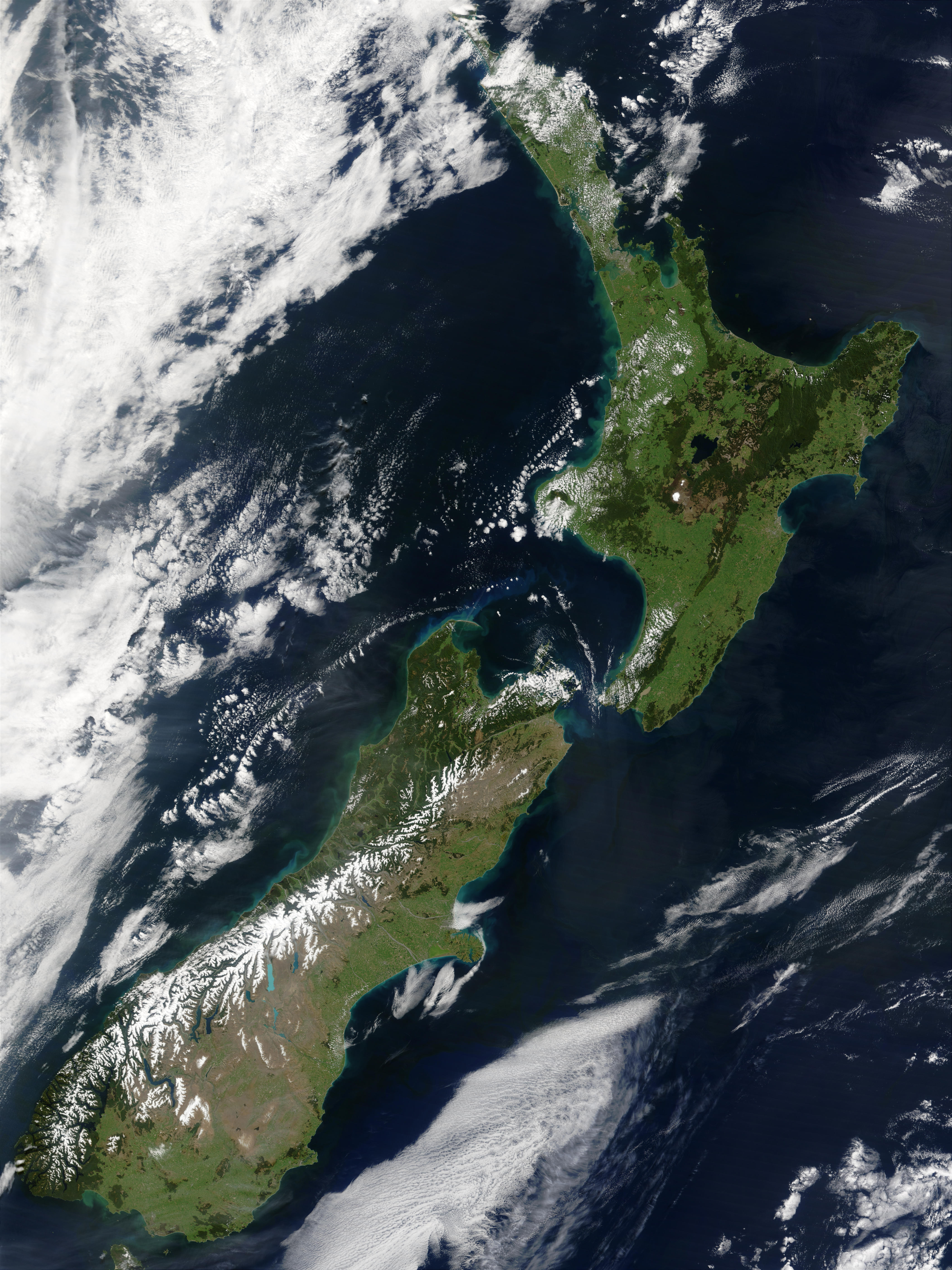
Satellite
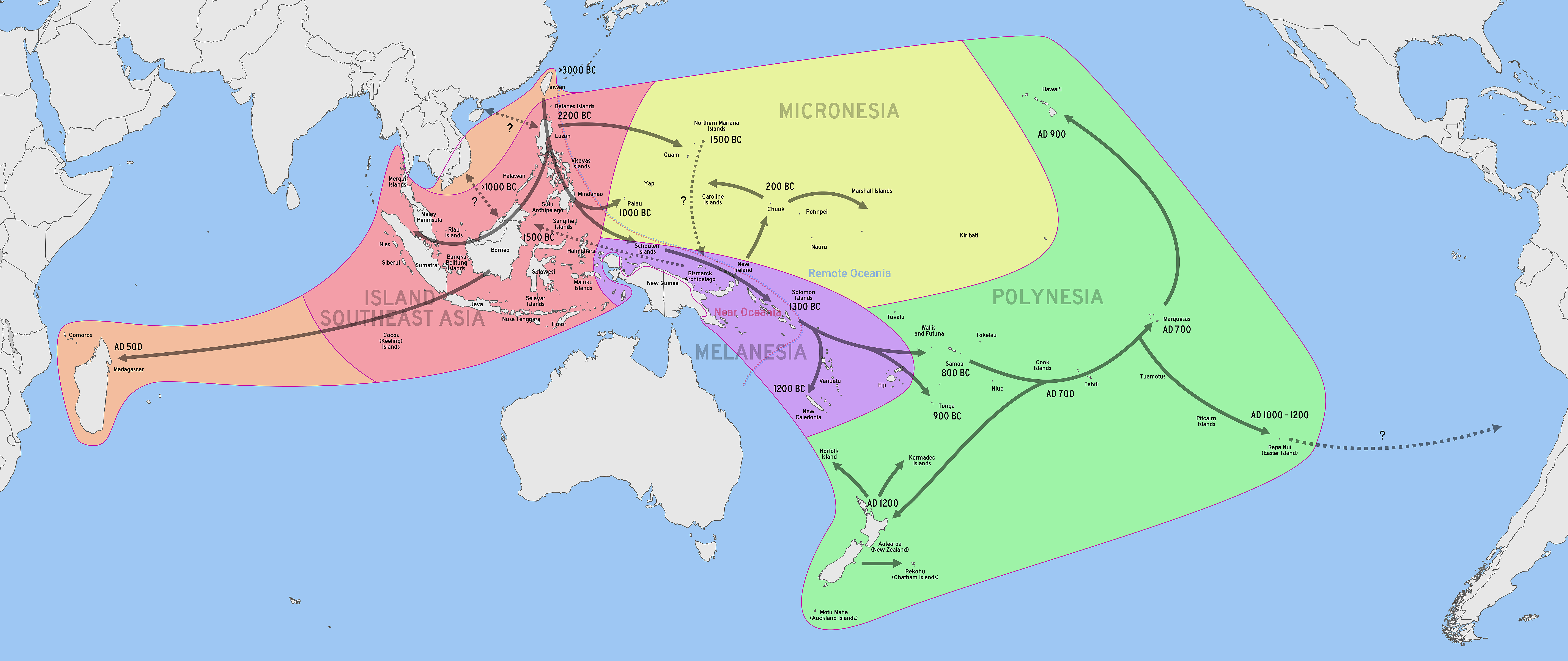
Austronésiens
Migrations
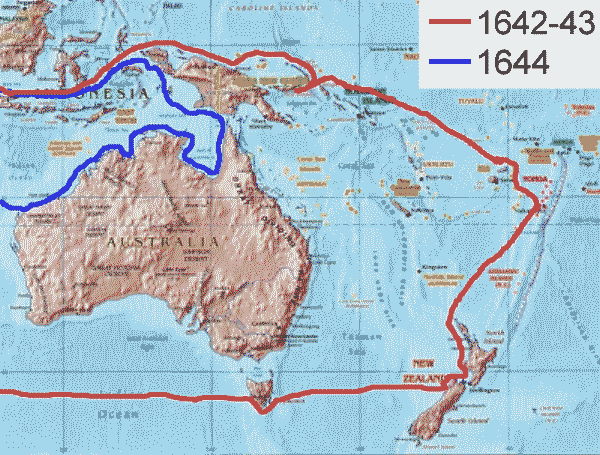
Voyages de Tasman (1642-1644)
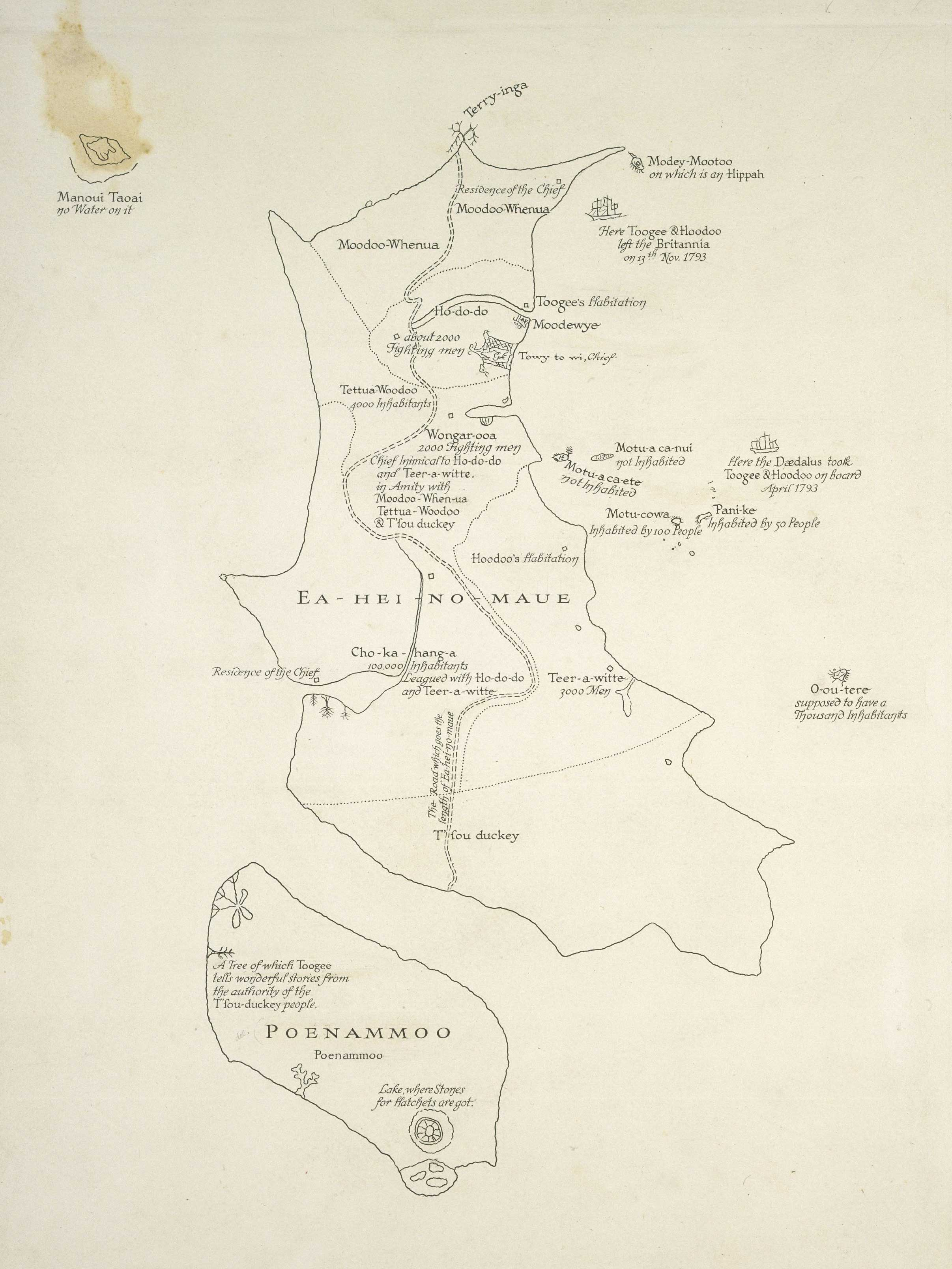
Carte de Tuki, 1798

## Premiers colons (après 1000)

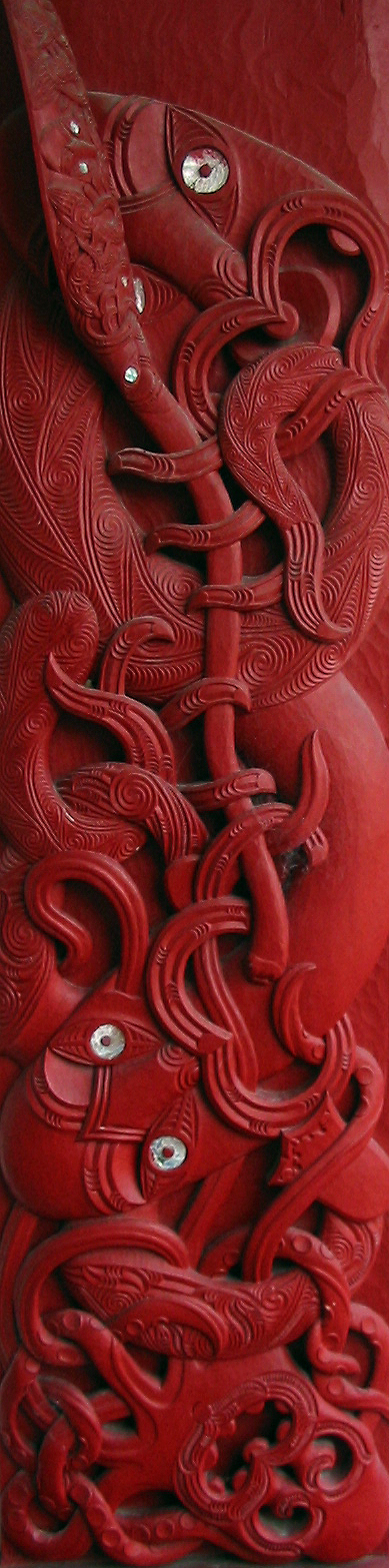
Kupe, représenté ici, serait, selon certaines légendes, le premier à avoir découvert la Nouvelle-Zélande.

Les premiers colons sont des Polynésiens de l'est (îles de la Société, îles Cook, les îles Australes de Polynésie française) qui arrivent probablement entre 1050 et 1350 apr. J.-C., naviguant dans des waka avec l'aide des systèmes météorologiques subtropicaux ou des oiseaux migrateurs ou des baleines,, et établissent la culture indigène maorie.
Aux alentours de l'an 1500, certains Maoris partent s'installer sur les îles Chatham,,,,,, y développant leur propre culture moriori,.
La date de l'arrivée des premiers Maoris varie selon les sources, mais beaucoup s'accordent sur le siècle entre 1250 et 1350,. L'historien néo-zélandais Michael King suggère le XIIIe siècle, tandis qu'un autre historien néo-zélandais, James Belich, suggère le milieu du XIe siècle.
Ils arrivent au nord de l'île du Nord et rencontrent les forêts tempérées et des espèces qu'ils n'avaient pas vus auparavant dans les îles à climat plus doux d'où ils étaient originaires (le moa, l'aigle géant de Haast, la weta...), de nouveaux fruits, poissons et produits de la mer. Ils introduisent le chien et le rat polynésien (kiore), le taro, la variante de patate douce appelée kumara, le mûrier à papier et l'épinard hawaïen.
James Belich dresse le résumé suivant de l'histoire de la Nouvelle-Zélande avant la venue des Européens. Arrivés au XIe siècle, les Maoris occupent d'abord une petite colonie dans le nord. Aux XIIe et XIIIe siècles, la population néo-zélandaise n'est toujours que de quelques centaines, mais commence à se subdiviser et à se disperser, occupant un territoire de plus en plus important. Aux XIVe et XVe siècles, la population s'accroît, atteignant finalement des dizaines de milliers, et le gibier, surexploité, est menacé d'extinction. Le moa disparaît vers l'an 1500. La chasse ne pouvant plus être maintenue en mode de subsistance essentiel, les populations maories s'adaptent. La démographie se stabilise. Les communautés deviennent davantage sédentaires, et se structurent en unités socio-économiques, les iwi. C'est le début de « l’ère tribale », qui dure du XVIe au XVIIIe siècle.
Les iwi (tribus) se divisent en hapu (clans) qui peuvent se disputer ou se combattre, mais coopèrent en cas d'hostilité de la part d'un autre iwi à l'encontre du leur. Les hapu, comportant jusqu'à plusieurs centaines de personnes, sont eux-mêmes divisés en whanau (parentèle), aujourd'hui un concept culturel encore très respecté des Maori et à la base de la structure de leur société.
Les iwi et hapu pouvaient se modifier sous l'effet des conflits (particulièrement sur les ressources exploitables), de l'élargissement ou diminution du nombre de membres, des fusions...
Leurs noms pouvaient venir d'un illustre ancêtre (femme ou homme), un évènement marquant dans leur histoire, voire du nom des chefs des groupes ayant décidé de resserrer leurs liens et de fusionner.
Le passé n'était pas méconnu chez les Maoris. Leur histoire était préservée de manière orale, à travers des récits et des chants. Les experts en généalogie (whakapapa) pouvaient (et peuvent) réciter la liste des ancêtres d'un whanau, d'un hapu ou d'un iwi et remonter ainsi des centaines d'années, jusqu'aux ancêtres fondateurs, dont on disait qu'ils étaient venus de Hawaiki. Cette connaissance des lignées ancestrales avait des visées pratiques. D'une part, elle définissait l'appartenance à la communauté. Les Ngāi Tahu, par exemple, sont par définition le peuple qui a pour ancêtre Tahupōtiki. D'autre part, elle permettait à un individu ou à un groupe d'hériter le mana d'ancêtres renommés. Enfin, elle servait de preuve en matière de revendication foncière : la terre d'un iwi est celle de ses ancêtres.
Les îles Chatham, plus à l'est, alors inhabitées, ont été atteintes et occupées vers l'an 1500 par les Morioris, originaires de la mythique Hawaiki. Selon une autre version, vers l'an 1000, une première découverte serait le fait de migrateurs maoris d'origine polynésienne.

## Premiers explorateurs européens (dès 1642)
Les premiers explorateurs européens qu'on sait avoir abordé la terre néo-zélandaise sont Abel Tasman, qui arrive de Batavie en 1642, et son équipage (dont Franz Jacobszoon Visscher, pilote-major, et Isaack Gilsemans, qui fera les premiers dessins de la Nouvelle-Zélande), sur les navires Heemskerck et Zeehaen.
Plusieurs d'entre eux sont tués par des Māori le 19 décembre de la même année, dans ce qui est aujourd'hui la baie Golden, que Tasman appellera Moordenaers Bay (« Baie des Assassins »).
Quelques jours après leur mort, Tasman écrit dans son journal que ce sont « de très belles terres » ; ils auraient vu, entre autres régions, les Alpes du Sud.
Ils s'arrêtent à l'île d'Urville, où Tasman se doute de l'existence du détroit de Cook, mais doit renoncer à explorer les environs en raison du mauvais temps.
Aucun autre Européen ne visite la Nouvelle-Zélande jusqu'au voyage de 1768-1771 du capitaine James Cook à bord de l'Endeavour.
Envoyé par le gouvernement britannique, il arrive en 1769 et cartographie presque toute la côte en prenant soin de décrire en détail les terres qu'il explore, que ce soit en Australie ou en Nouvelle-Zélande, pour une éventuelle colonisation.
Ces cartes très détaillées sont longtemps utilisées par les explorateurs.
Joseph Banks l'accompagne et dessine la faune et flore du pays avec Daniel Solander, botaniste, et plusieurs autres dessinateurs.
Cook retourne à deux reprises, utilisant la Nouvelle-Zélande comme base pour ses explorations de la côte australienne, une fois compris que la Nouvelle-Zélande ne fait pas partie du continent Terra Australis Incognita.
Ayant l'esprit plus ouvert à propos des autochtones des pays qu'il visite, que la plupart de ses concitoyens, essayant de communiquer avec eux, il les présente à ses supérieurs  comme « les possesseurs naturels et légaux des terres qu'ils habitent ».
Sur les traces de Cook, on trouve George Vancouver (1757-1798) et William Robert Broughton ((1762-1821) qui partent ensemble à bord des navires Discovery et Chatham ; Vancouver découvrira les îles Snares et Broughton les îles Chatham en novembre 1791.
En février 1793, l'Italien Alessandro Malaspina, commandant d'une expédition espagnole de deux navires, explore un peu la région, mais dresse peu de cartes.
1820 voit l'arrivée de Fabian Gottlieb von Bellingshausen (1778-1852), commandant deux navires russes, Mirny et Vostok, et qui s'arrête à Queen Charlotte Sound avant de continuer vers sa destination, l'Antarctique.
Les Français sont également présents dans la région, De Surv
ille la même année que Cook (il rencontra beaucoup de difficultés et accidents et tue des Maoris), Du Fresne (au début en bons termes avec les Maoris, mais la fin de l'expédition se solde par un massacre d'Européens et de Maoris), D'Entrecasteaux, Duperrey et D'Urville.
Suivent de nombreux navires de chasse à la baleine, et au phoque, ainsi que de divers marchands.
On échange des produits et des vivres européens, particulièrement des outils métalliques et des armes, contre du bois, des vivres, des artefacts et de l'eau des Māori.
Parfois les Européens échangent leurs produits contre des relations sexuelles.
Chez les Māori, l'agriculture et la guerre sont transformées par l'arrivée de la pomme de terre et du mousquet, les guerres des mousquets qui en résultent cessent quand ces armes sont plus équitablement réparties parmi les Māori.
Les missionnaires chrétiens arrivent en Nouvelle-Zélande au début du XIXe siècle, convertissant progressivement la population māori, mal soutenue par leur foi face à l'invasion de la civilisation occidentale et les maladies européennes pour lesquelles ils n'ont pas d'immunité.
Les iwi deviennent peu à peu plus importants que les hapu, car moins nombreuses et donc plus faciles à gérer pour les Européens, et partout en Nouvelle-Zélande, les Maori se déplacent, certains pour profiter du commerce avec les Européens et d'autres pour les éviter.

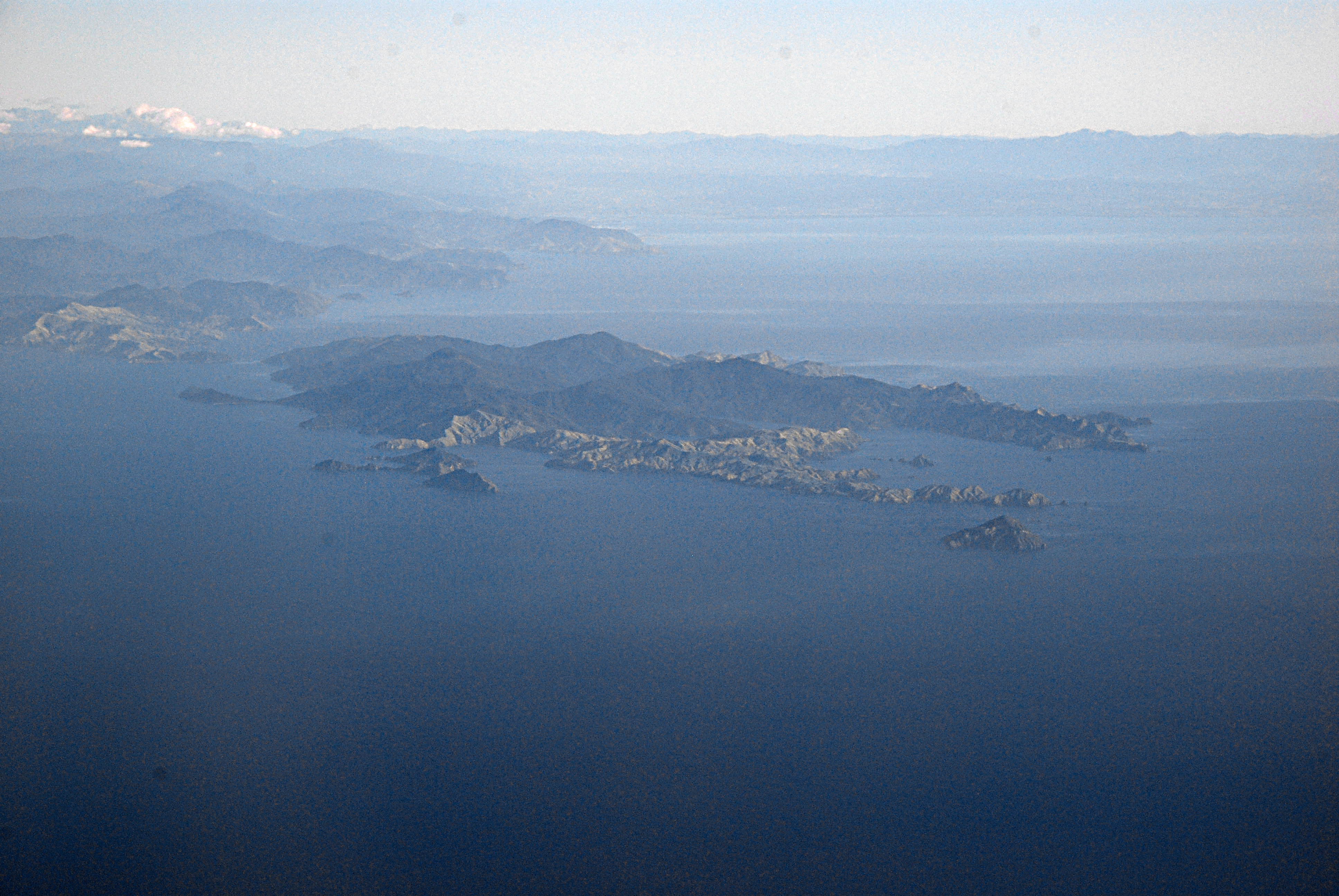
L'île d'Urville, refuge des premiers explorateurs
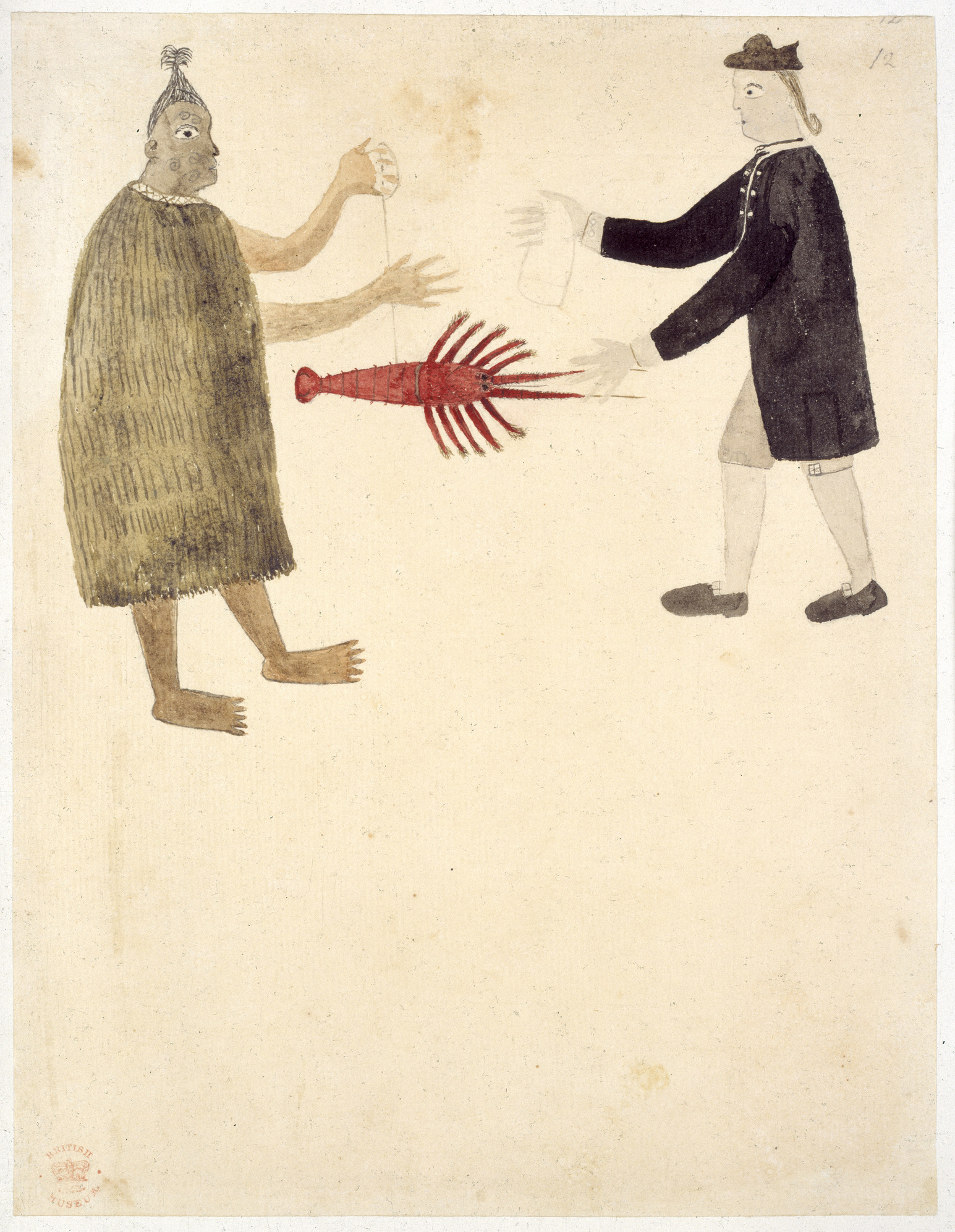
Maori troquant une écrevisse contre du tissu - Dessins illustrant le premier voyage du capitaine Cook (1769)
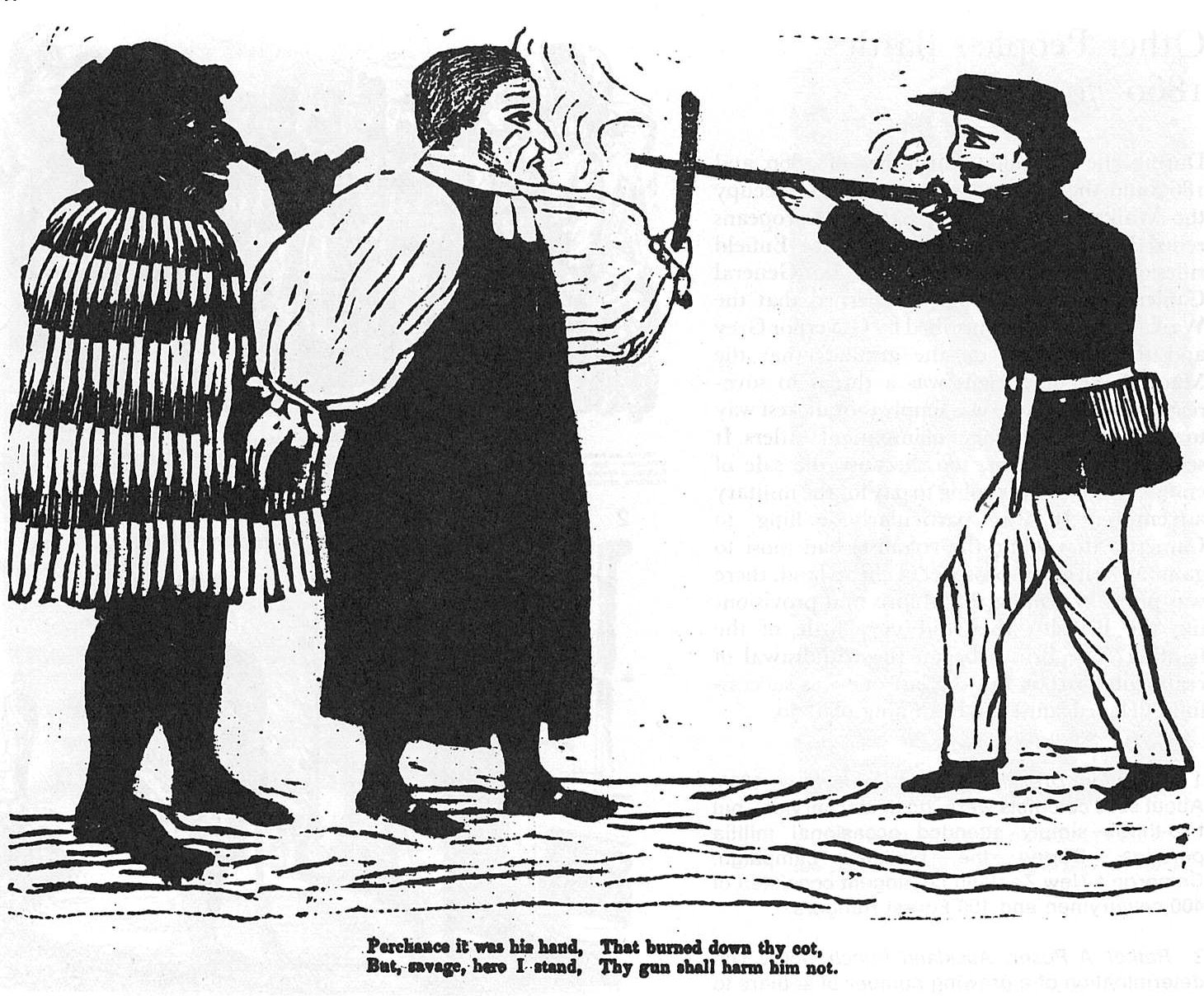
Religieux protégeant un indigène (1861)
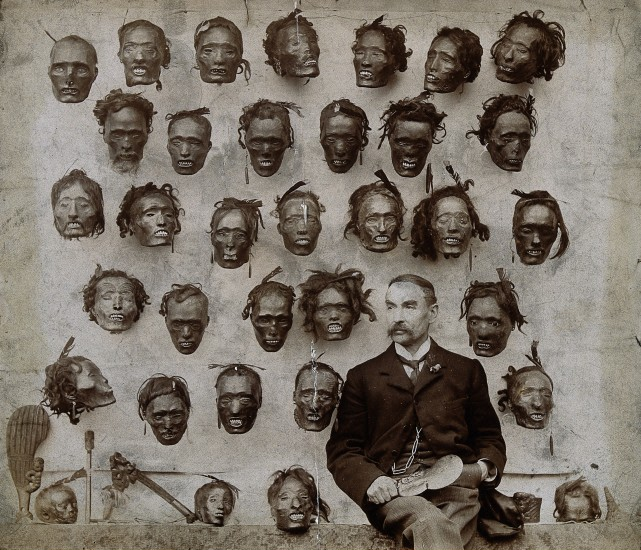
Robley et sa collection de mokomokai (1895)
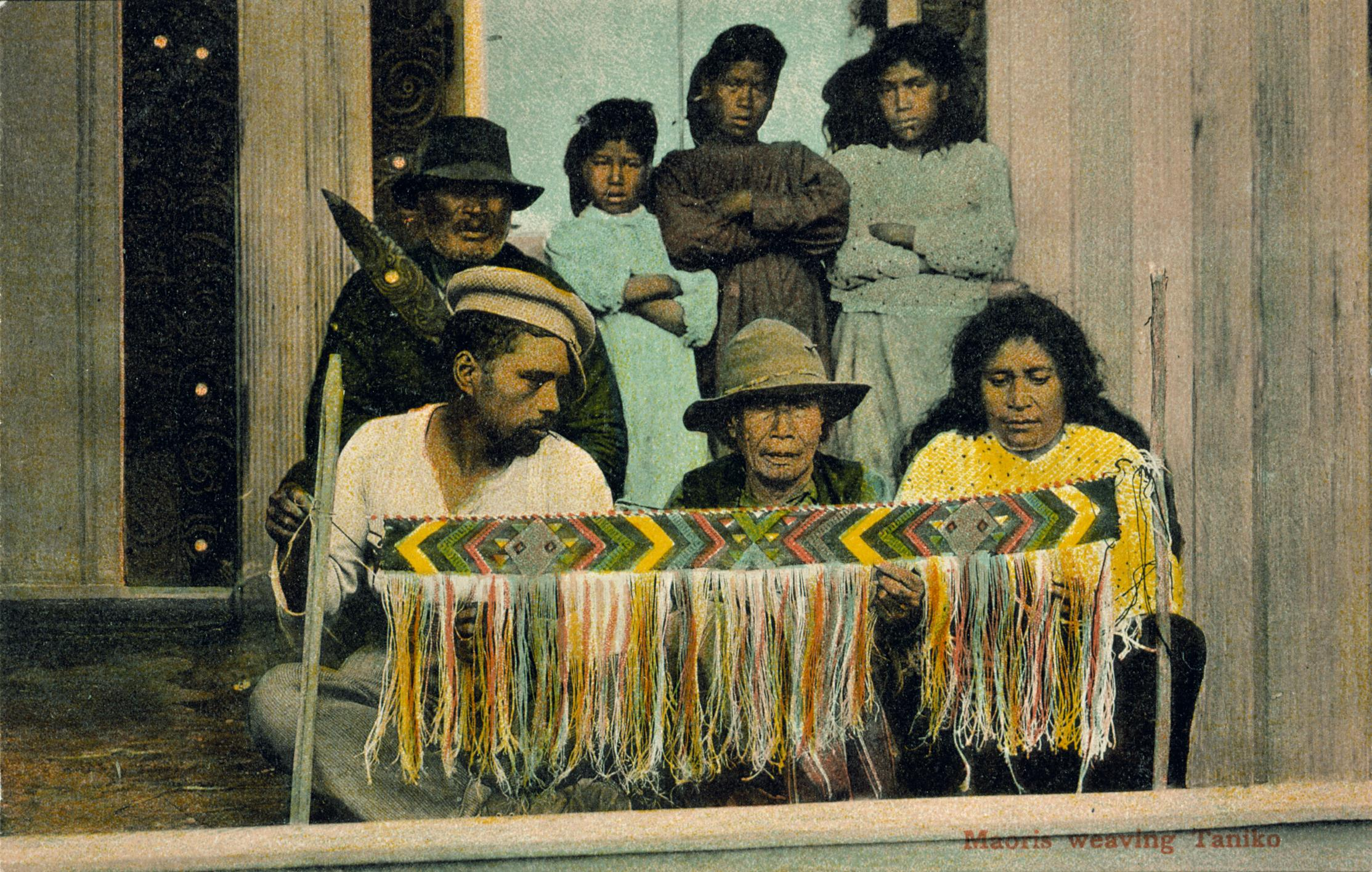
Maoris tissant un taniko

## Le traité de Waitangi (1840)
De 1788 à 1840, les îles de Nouvelle-Zélande font officiellement partie de la Nouvelle-Galles du Sud (Australie). Se rendant compte du caractère désordonné de la colonisation européenne en Nouvelle-Zélande et de l'intérêt croissant de la France pour ce territoire (autour d'Akaroa), le gouvernement britannique envoie William Hobson proclamer la souveraineté britannique et négocier un traité avec les Māori. Le traité de Waitangi est signé dans la baie des Îles le 6 février 1840.
Ce traité est écrit rapidement et dans la confusion ; on se dispute encore sur la traduction du document en maori.
Le traité est vu comme l'acte fondateur de la Nouvelle-Zélande en tant que nation et comme la charte garantissant les droits des Maoris.
De 1806 à 1845, se déroule une guerre des mousquets entre tribus maories pour acquérir, détenir (et utiliser) des armes à feu.
En 1839 la population totale non-Maori est de 2 000 personnes ; en 1852 elle est de 28 000. À partir de 1840, un nombre grandissant de colons européens émigrent en Nouvelle-Zélande, encouragés par les efforts de la New Zealand Company, qui fonde Wellington un peu avant la signature du traité ; dans les deux années qui suivent sont fondées Wanganui, Nelson, et New Plymouth. Otago est fondé en 1848 et Christchurch en 1850.
Dans les années 1850, la plus grande partie de l'intérieur de l'île du Nord est connue des Européens ; on attend les années 1860 et l'arrivée des orpailleurs pour connaître la géographie de l'île du Sud.
Deux-tiers des immigrants viennent du sud de l'Angleterre ; peu de personnes d'autres nationalités y émigrent : 281 Allemands à Nelson en 1843-44, 100 Français à Akaroa en 1840, des Écossais (particulièrement de Glasgow et Édimbourg) en Otago... Moins de 2 % proviennent d'Irlande.
Au début les Maoris se lancent avec enthousiasme dans le commerce avec ceux qu'ils appellent Pākehā, et de nombreux iwi (tribus) deviennent riches. Mais les conflits se multiplient avec l'augmentation du nombre de colons, pour aboutir aux guerres maories (1845-1872), qui provoquent la perte de beaucoup de terres par les Māori.
Le mouvement Kīngitanga, qui établit une monarchie maorie pan-tribale et autonome en 1857, principalement dans la région du Waikato, subsiste tant bien que mal face à l'extension de l'autorité coloniale.
Le mouvement est affaibli par sa défaite en 1864, pendant la guerre du Waikato mais ne disparaît jamais totalement.
Le détail et l'interprétation de la colonisation européenne et de l'acquisition des terres māori demeurent aujourd'hui controversés.
Globalement, la population maorie passe de 80 000 à 42 000 personnes entre les années 1840 et 1891.

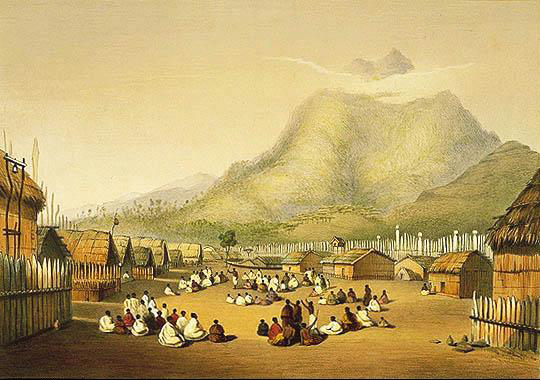
Tūkaitote, la pa de Te Wherowhero (1775-1860), premier roi maori (1857-1860)
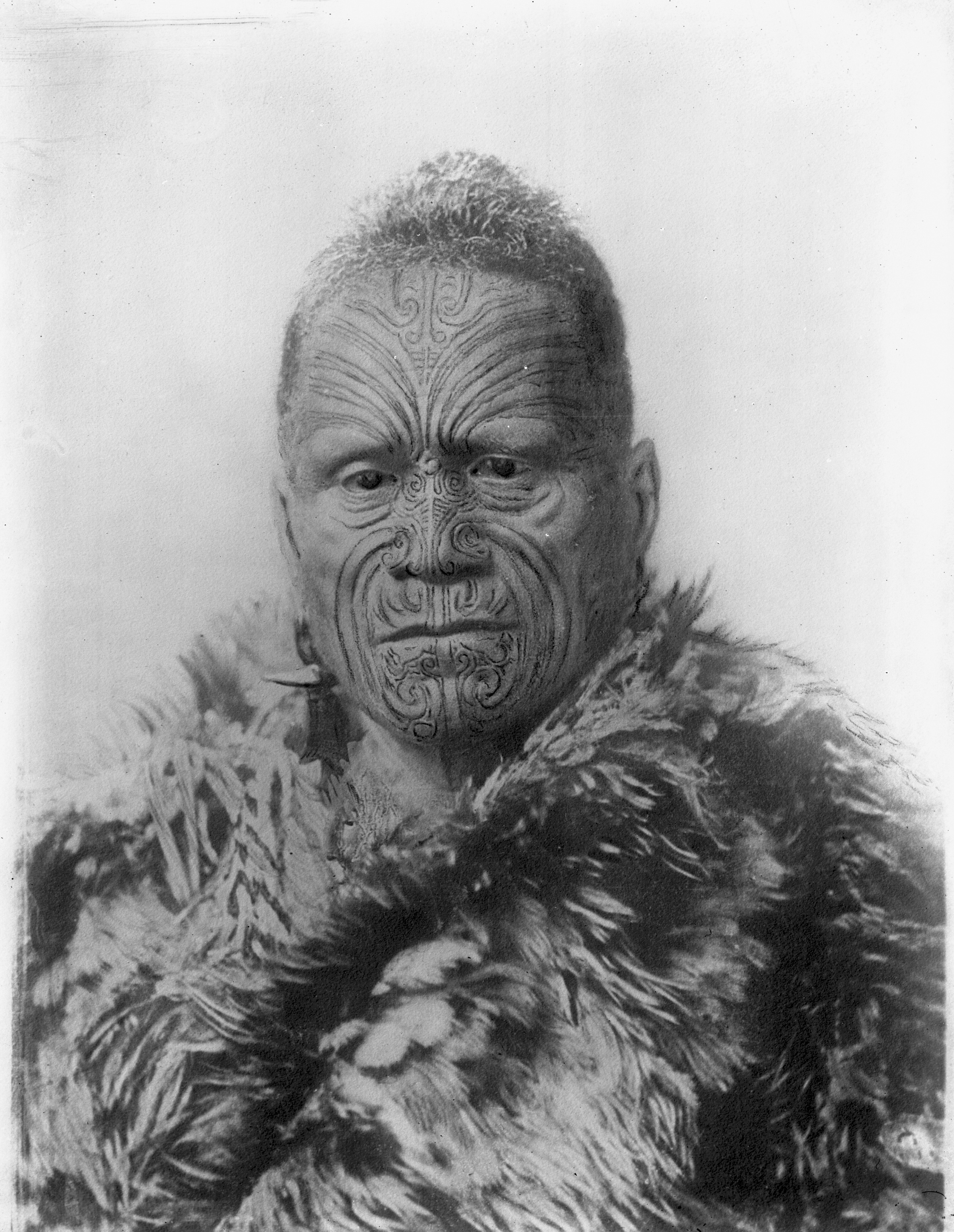
Tāwhiao (1822-1894), second roi Māori
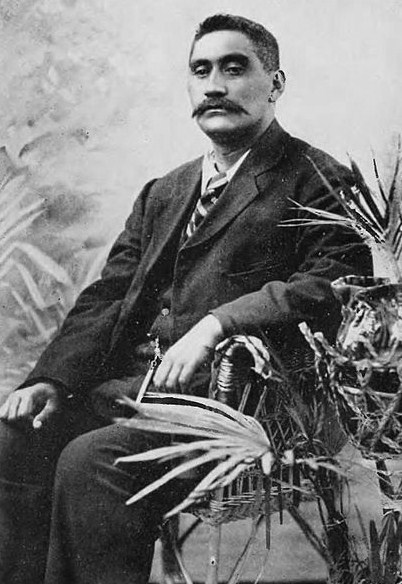
Mahuta Tāwhiao (en) (1855c-1912), troisième roi Māori
Te Rata (en) (1878-1933), quatrième roi Māori
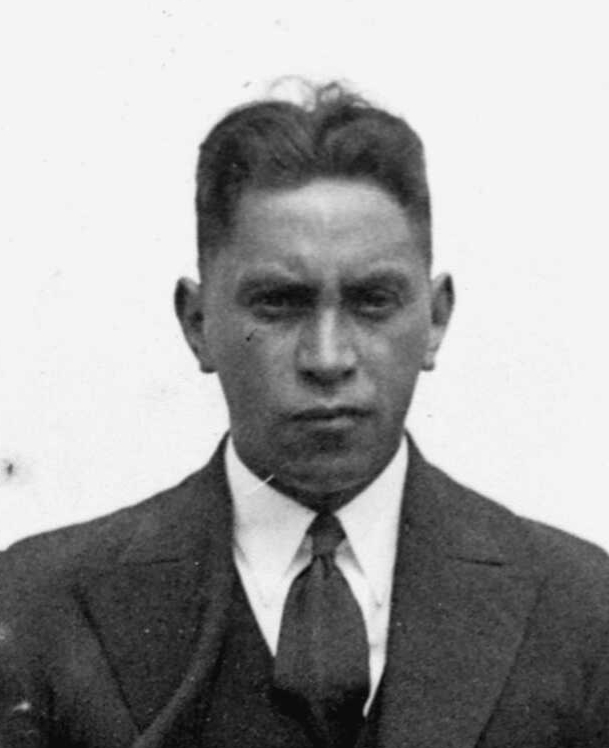
Korokī Mahuta (en) (1906-1966), cinquième roi Māori

### Galerie Moriori des îles Chatham (1873-1910)

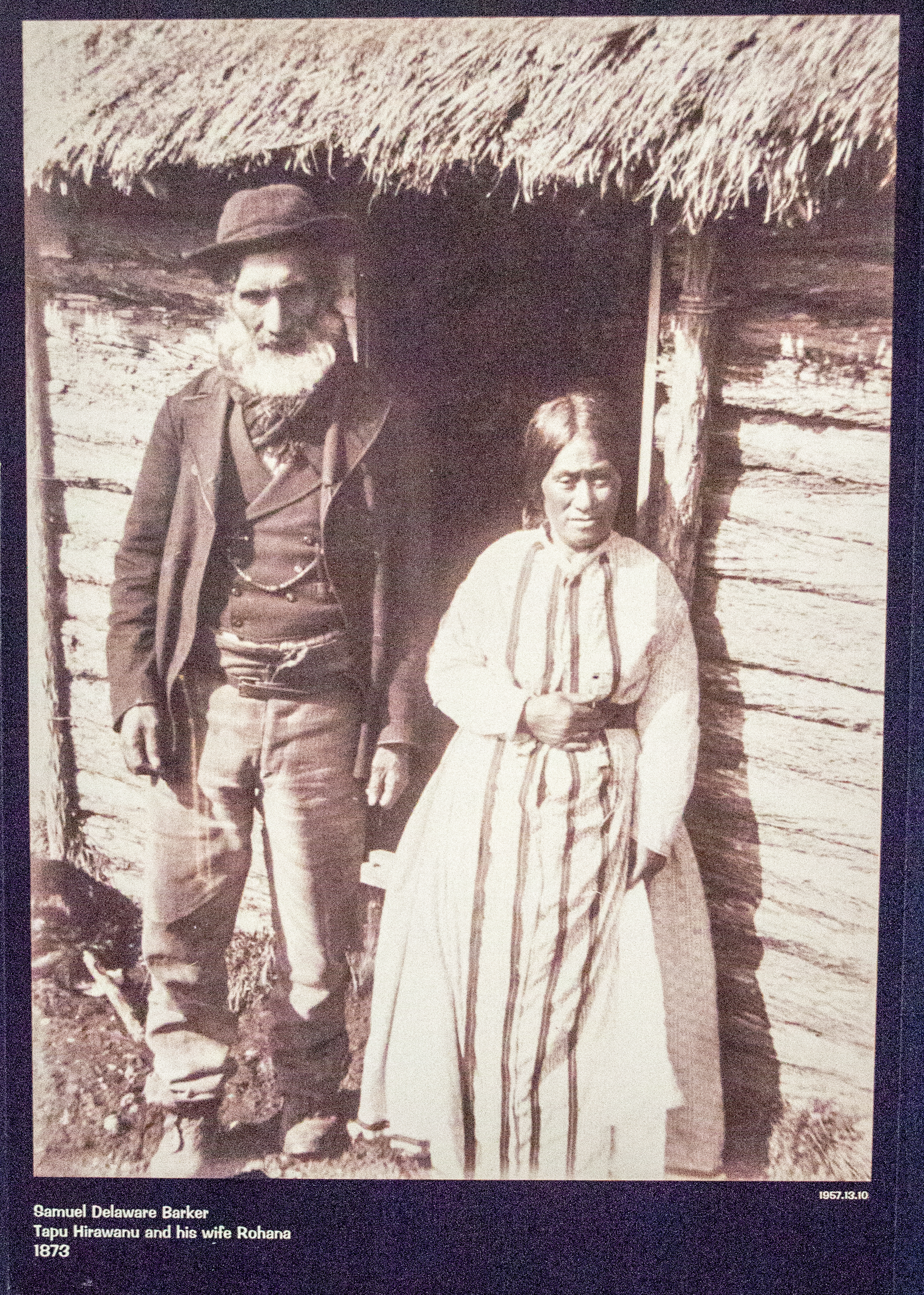
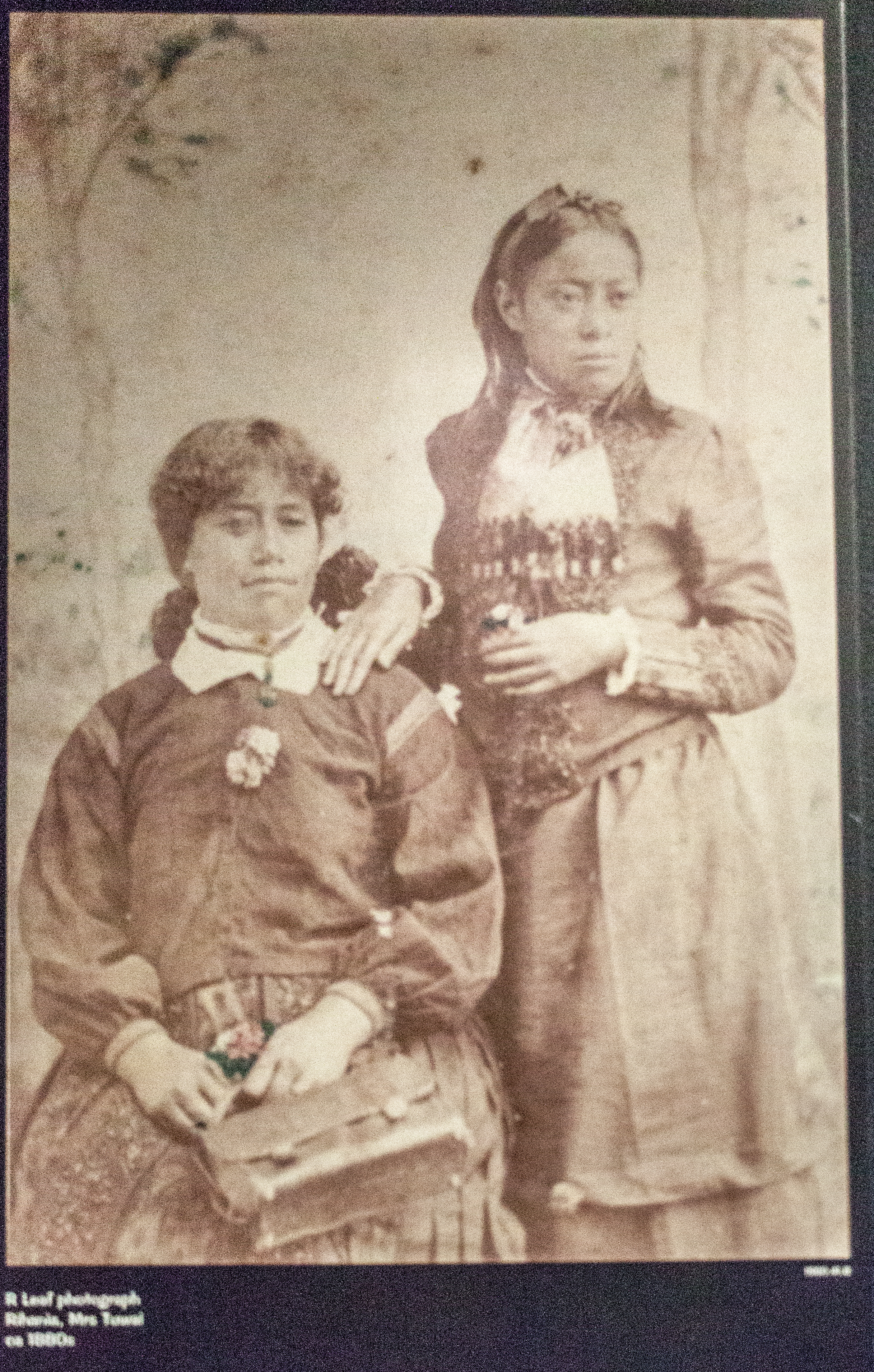
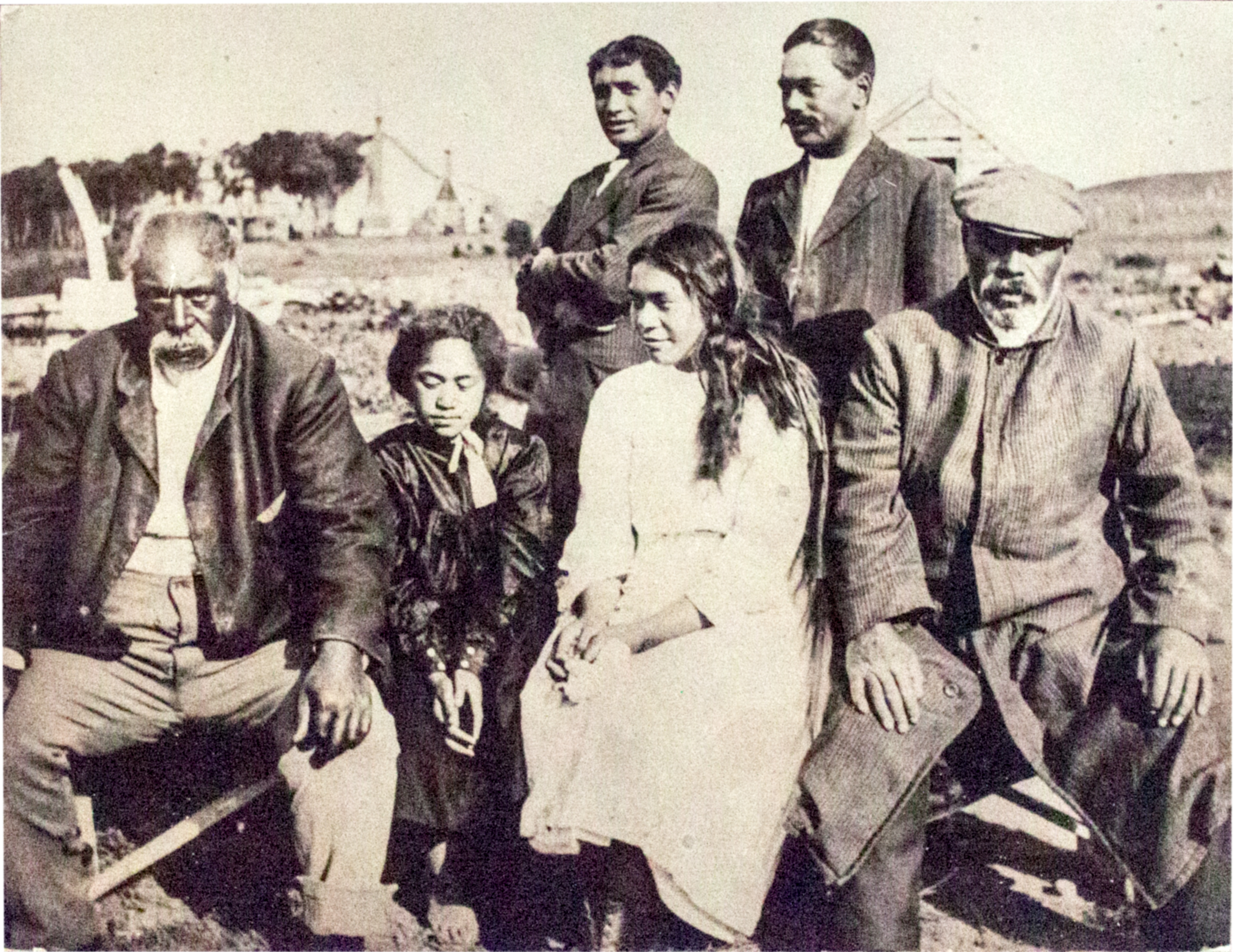
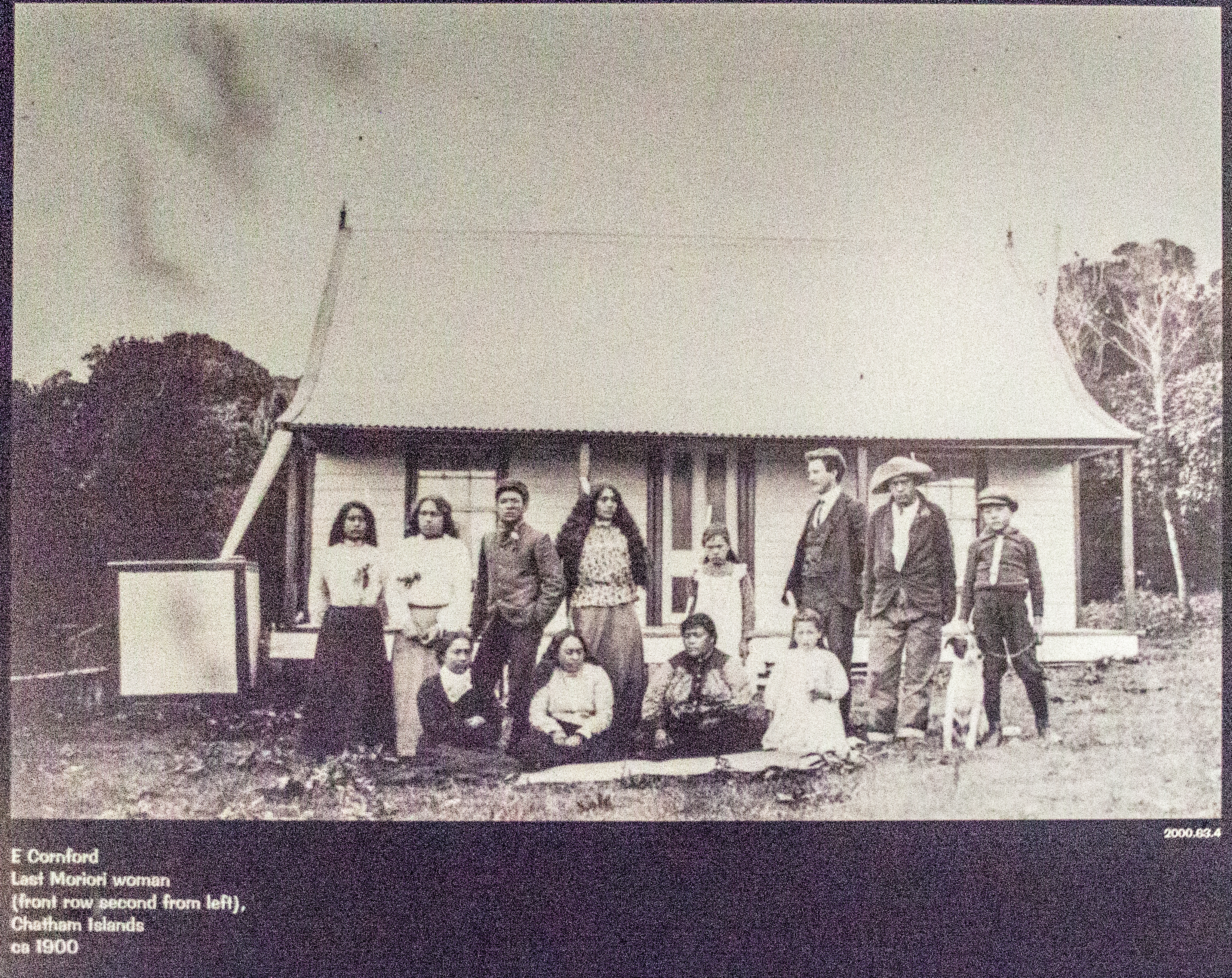

## De l'autonomie à l'indépendance (1854-1975)

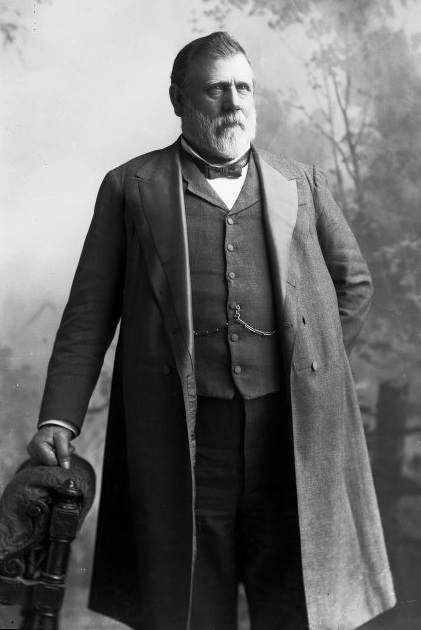
Richard Seddon, premier ministre de 1893 à 1906.

En 1854, le premier Parlement de Nouvelle-Zélande, établi par le Parlement britannique, à travers la New Zealand Constitution Act de 1852, conduit le pays vers une autonomie partielle, et vers la fin du siècle, elle sera entièrement autonome. Cette période verra une explosion démographique, puisqu'en 1870 la population non-Maori atteindra 250 000 alors qu'en 1853 elle était de 30 000.
De 1891 à 1912, le Parti libéral (progressiste) est au pouvoir. Il introduit des mesures sociales sans précédent, conférant au pays l’appellation de « laboratoire social du monde ». En 1893, la Nouvelle-Zélande est le premier pays à donner le droit de vote aux femmes. En 1894, la loi Industrial Conciliation and Arbitration Act (introduite par le ministre du Travail William Pember Reeves, architecte de la pensée du Parti libéral) vise à permettre l'arbitrage des conflits sociaux. En 1898, elle introduit l'épargne retraite.

### 1900
En 1901, elle établit un département de la Santé. C'est également au sein de ce gouvernement que l'élite politique maori accède pour la première fois à des postes de haute responsabilité ; le député maori James Carroll, ministre des Affaires indigènes de 1899 à 1912, exerce brièvement les fonctions de Premier ministre en 1909 et en 1911 (remplaçant le Premier ministre Joseph Ward lorsqu'il est absent).
La Nouvelle-Zélande devient un dominion en 1907, reconnaissance symbolique de son autonomie en matière de politique intérieure, et le pays est entièrement souverain en 1947 lors de la ratification du Statut de Westminster de 1931 ; en pratique le Royaume-Uni a cessé depuis longtemps de jouer un quelconque rôle dans la politique du pays. 

Plus elle devient indépendante politiquement, plus elle le devient aussi économiquement : dans les années 1890, la réfrigération dans le transport des produits commerciaux permet à la Nouvelle-Zélande de fonder toute son économie sur l'exportation de la viande et de produits laitiers vers le Royaume-Uni.

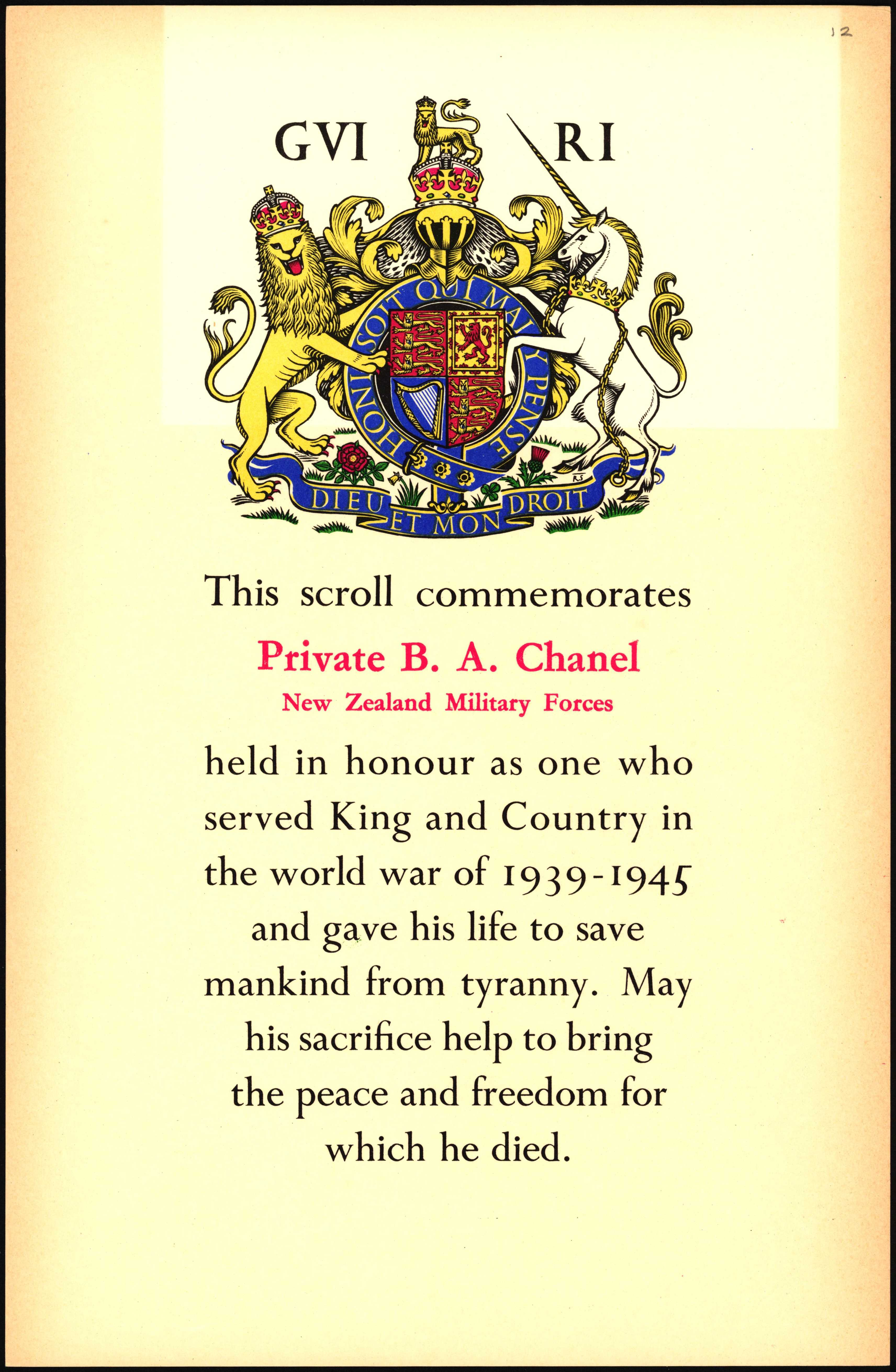
Rouleau commémoratif des forces militaires néo-zélandaises lors de la Seconde Guerre mondiale, BA Chanel, 1945.

La Nouvelle-Zélande est un membre enthousiaste de l'Empire britannique, envoyant des hommes lutter dans la seconde guerre des Boers (1899-1902) et la Première et Seconde Guerre mondiale ; elle le soutient également lors de la crise du canal de Suez. En 1919, le pays obtient un siège à la Société des Nations (SDN).
Le pays fait partie de l'économie mondiale et souffre comme les autres pendant la Grande Dépression des années 1930. Cette dépression mène à l'élection du premier gouvernement travailliste sous Michael Joseph Savage, qui établit un État-providence et une économie protectionniste.

### 1940
La Nouvelle-Zélande entre dans une période de prospérité grandissante après la fin de la Seconde Guerre mondiale.

### 1950
Toutefois, certains problèmes sociaux se développent en même temps.
Les Maoris commencent à migrer vers les villes et abandonnent peu à peu leur mode de vie traditionnel : en 1936, 83 % habitaient en région rurale et 17 % en ville ; en 1986, les pourcentages sont presque inversés avec 80 % des Maoris en ville.
Le recensement de 2001 révèle que 20 % des Maori ne connaissent pas leur iwi d'origine, et beaucoup de ceux qui s'en souviennent ne connaissent pas leur hapu.
La jeunesse maori, n'ayant connu que la ville, se sent détachée de sa culture et de sa famille, isolée dans la pauvreté urbaine, et se rebelle en créant et rejoignant des bandes criminelles, mais aussi des groupes culturels, de soutien et d'éducation sur la culture maori pour accompagner tous ceux voulant reconnecter avec leurs origines.
On construit des marae urbains ouverts à tous, Maori ou Pakeha.

### 1970
Le mouvement de protestation māori se forme, critiquant l'eurocentrisme et cherchant une meilleure reconnaissance de la culture māori et du traité de Waitangi, qu'ils considèrent trahi.
En 1975 est créé le tribunal de Waitangi, qui enquête sur les violations du traité dès 1985.
Comme dans les autres pays développés, les mœurs et le comportement politique changent pendant les années 1970 ; le commerce avec le Royaume-Uni est fragilisé par son adhésion à la Communauté européenne.

## Les réformes des années 1980 et 1990
De grands changements économiques et sociaux ont lieu dans les années 1980 sous le quatrième gouvernement travailliste, particulièrement par la politique du ministre des finances, Roger Douglas (« Rogernomics »). Le dollar néo-zélandais adopte un taux de change flottant. Les autres réformes incluent la réduction des dépenses de l'état, la baisse des impôts et la quasi-suppression des subventions à l'industrie. Cette politique ne permit pas de régler le problème du chômage, notamment après le crash de 1987.
Le quatrième gouvernement travailliste opéra une révolution en matière de politique étrangère. Il décréta que le pays n'abriterait pas d'armes nucléaire et il quitta l'ANZUS. La politique d'immigration a été assouplie, ce qui a permis l'accueil de nombreux immigrants venant d'Asie. Par ailleurs, le gouvernement travailliste a adopté des mesures comme la réforme constitutionnelle de 1986 ou la promotion des droits homosexuels.
Pourtant, les électeurs se sont tournés en 1990 vers un gouvernement conservateur dirigé par Jim Bolger. Ce gouvernement a largement continué les réformes économiques entamées par les travaillistes. 1996 est l'année de la mise en place d'un scrutin de type proportionnel en Nouvelle-Zélande.

## La Nouvelle-Zélande aujourd'hui
Le cinquième gouvernement travailliste, dirigé par Helen Clark, arrive au pouvoir en 1999. Il maintient les grands principes de l'action des précédents gouvernements (peu d'intervention publique dans l'économie) mais infléchit sa politique vers plus d'action sociale. Ainsi, la protection des travailleurs a été renforcée, les prêts aux étudiants réformés. Le gouvernement Clark est resté au pouvoir pendant neuf ans, jusqu'en 2008. Le conservateur John Key lui succède.
La Nouvelle-Zélande continue d'entretenir avec le Royaume-Uni des liens informels mais puissants. Nombreux sont les jeunes néo-zélandais qui partent, du fait de conditions avantageuses d'obtention des visas, au Royaume-Uni pour quelque temps à la fin de leurs études. Malgré l'assouplissement des règles d'immigrations dans les années 1980, les personnes d'origine britanniques restent la première source de migrants vers la Nouvelle-Zélande.
En 2003, une cour suprême néo-zélandaise remplace les juridictions héritées des britanniques.
La politique étrangère de la Nouvelle-Zélande cherche à rester indépendante. Ainsi, elle a envoyé des troupes en Afghanistan en 2001 mais pas en Irak en 2003.
Aujourd'hui, l'économie de la Nouvelle-Zélande étant moins forte que celle de l'Australie et d'autres nations développées, on observe une fuite des cerveaux de jeunes Néo-Zélandais vers l'Australie en particulier (35 300 de septembre 2006 à septembre 2007), mais aussi le Royaume-Uni et d'autres pays anglophones ; c'est également le cas des Maoris. Dans la même période, on a vu 13 579 Australiens migrer en Nouvelle-Zélande.
La pandémie de Covid-19 en Nouvelle-Zélande débute le 28 février 2020 avec le premier cas de Covid-19 signalé à Auckland. Le pays est le 48e à être touché dans le monde. Au 8 décembre 2022, 2 235 morts sont recensés.

### Galerie de dirigeants récents: Premier/ère ministre

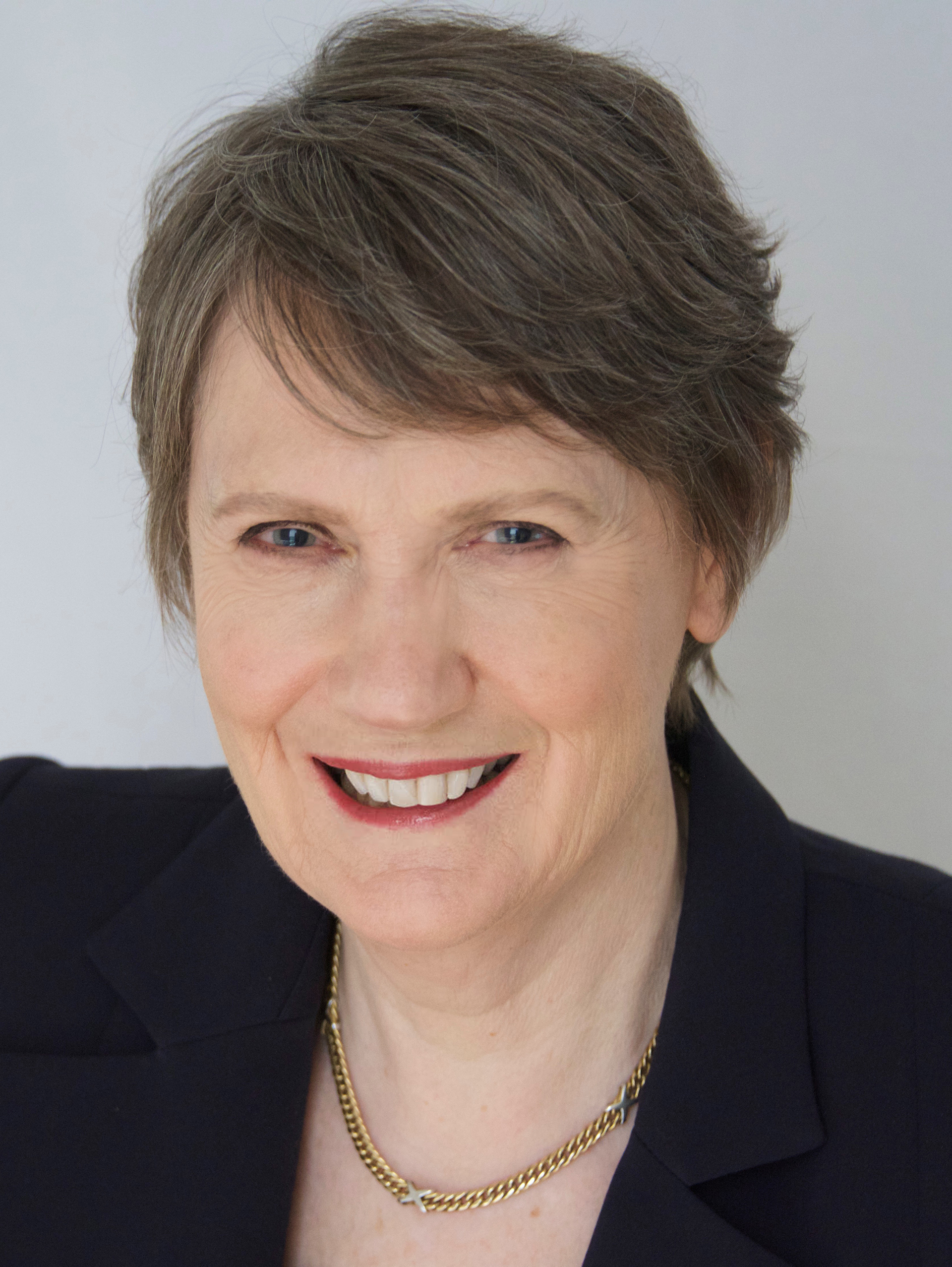
Helen Clark 1999-2008
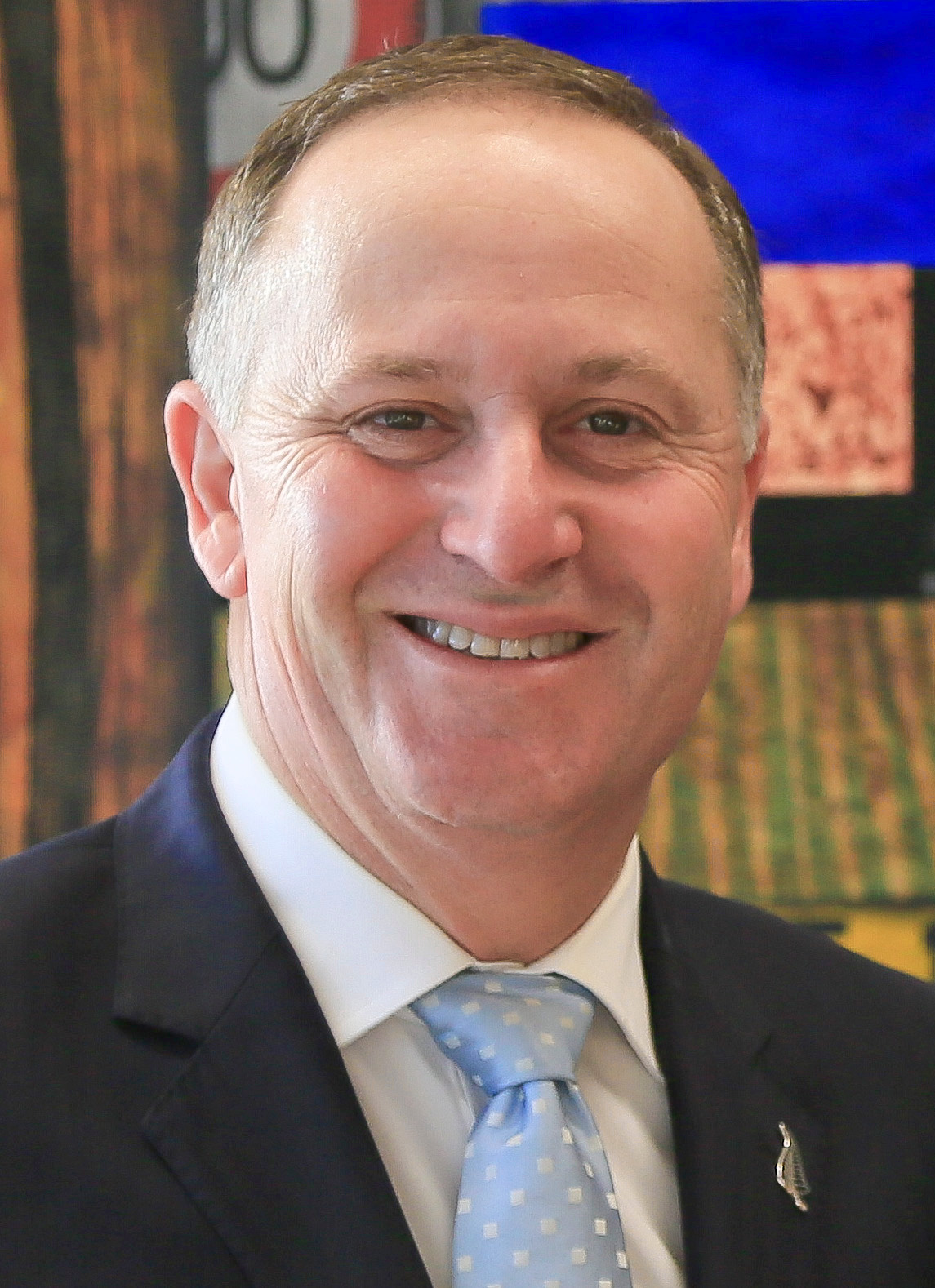
John Key 2008-2016
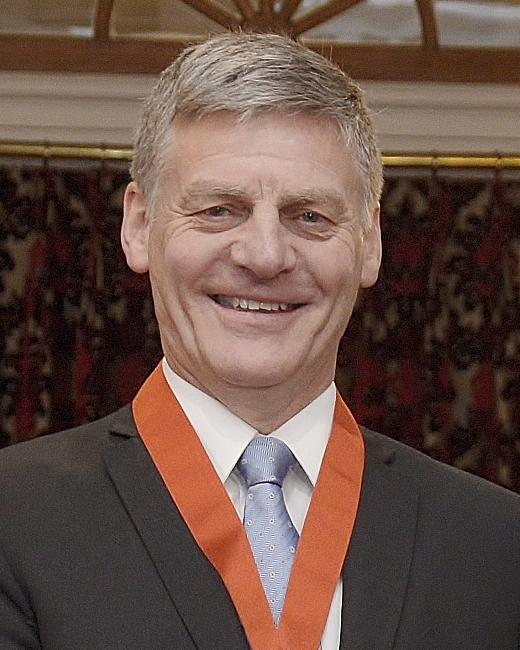
Bill English 2016-2017
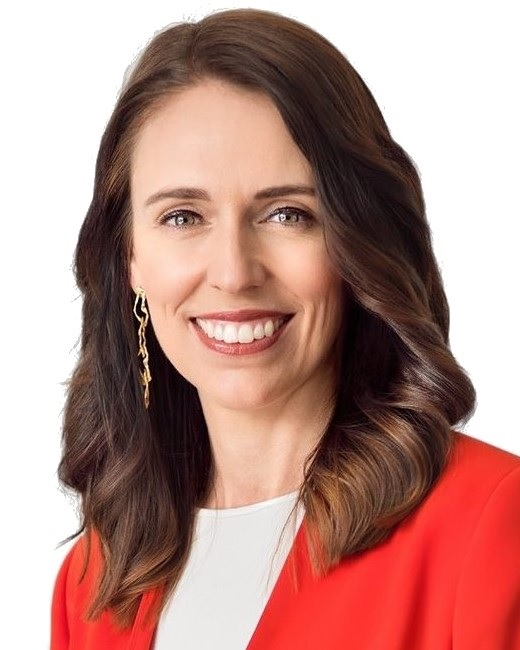
Jacinda Ardern 2017-2023
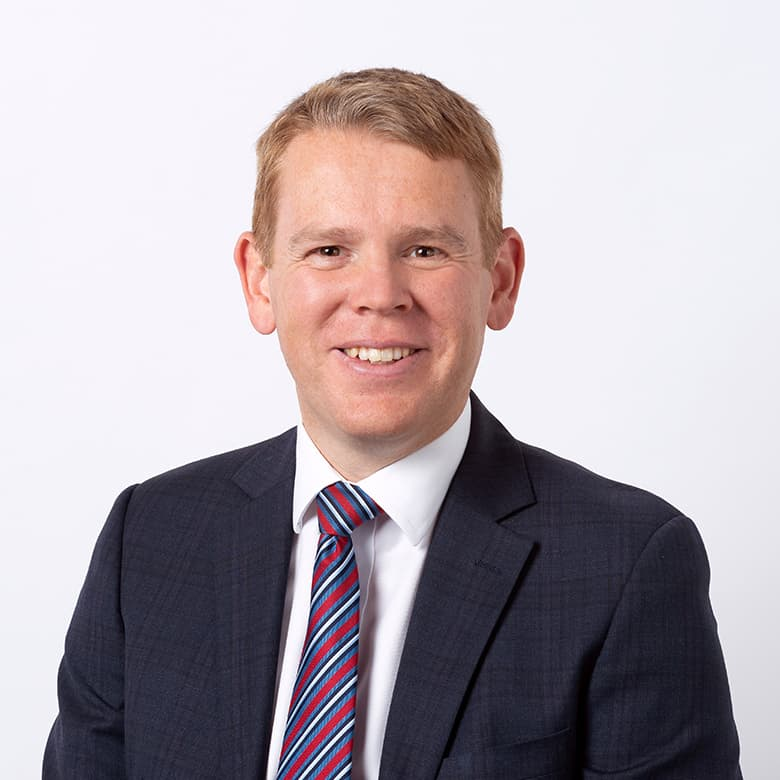
Chris Hipkins 2023
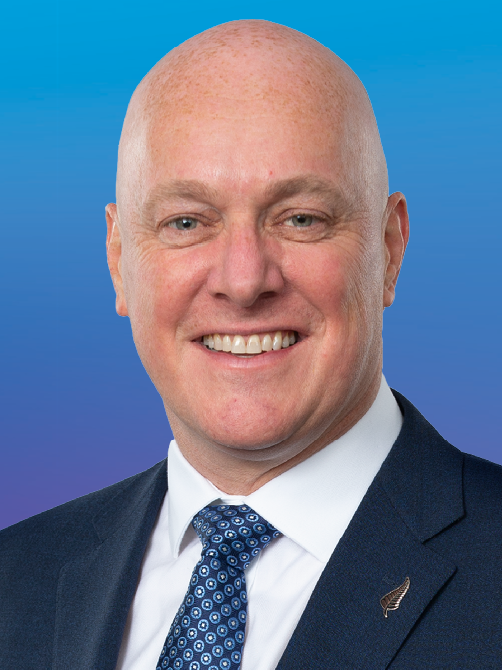
Christopher Luxon 2023-présent

### Galerie de dirigeants récents: gouverneur(e) général(e)

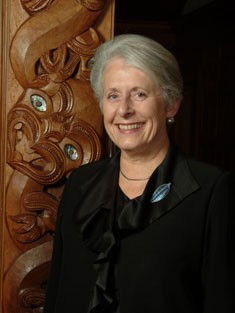
Silvia Cartwright 2001-2006
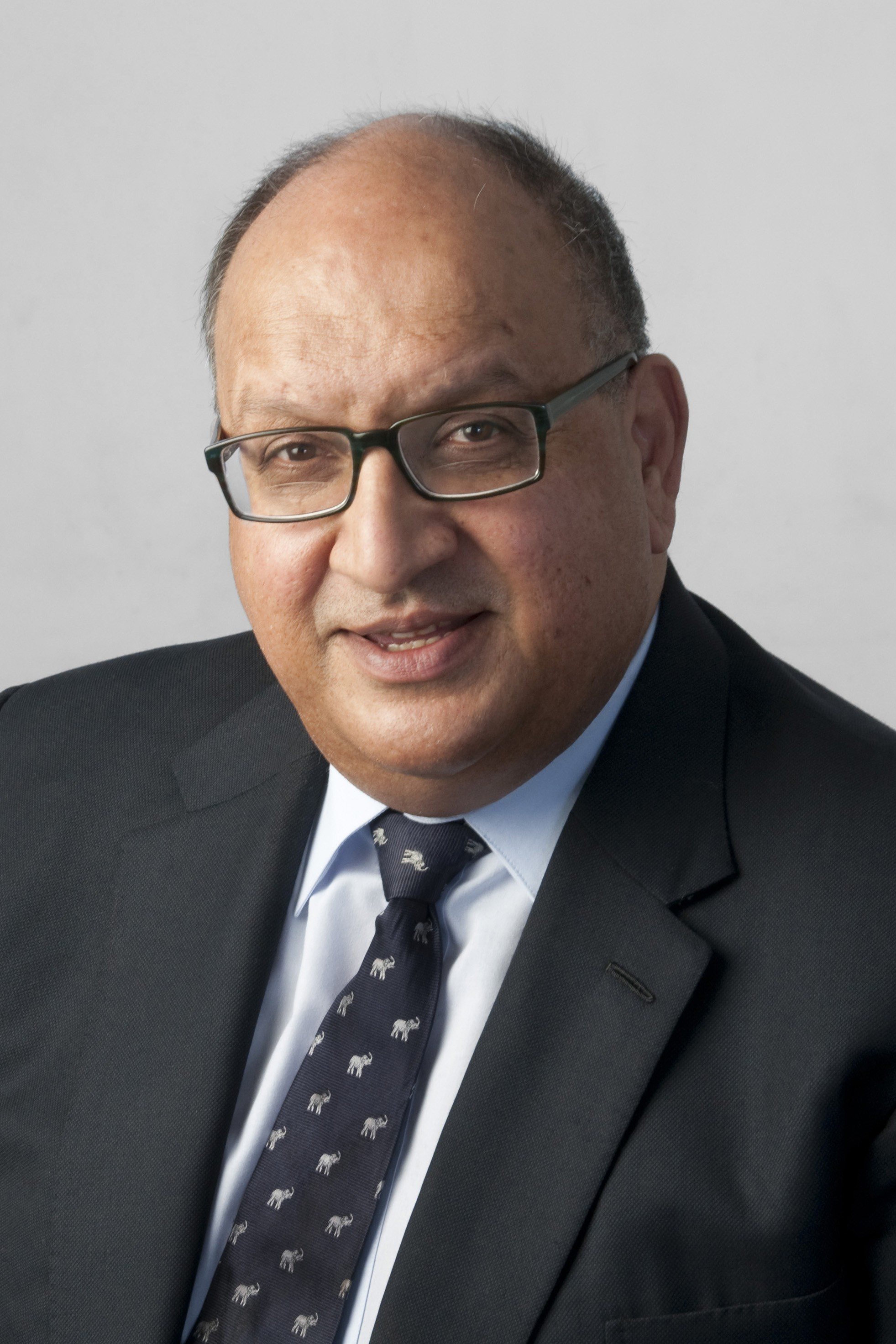
Anand Satyanand 2006-2011
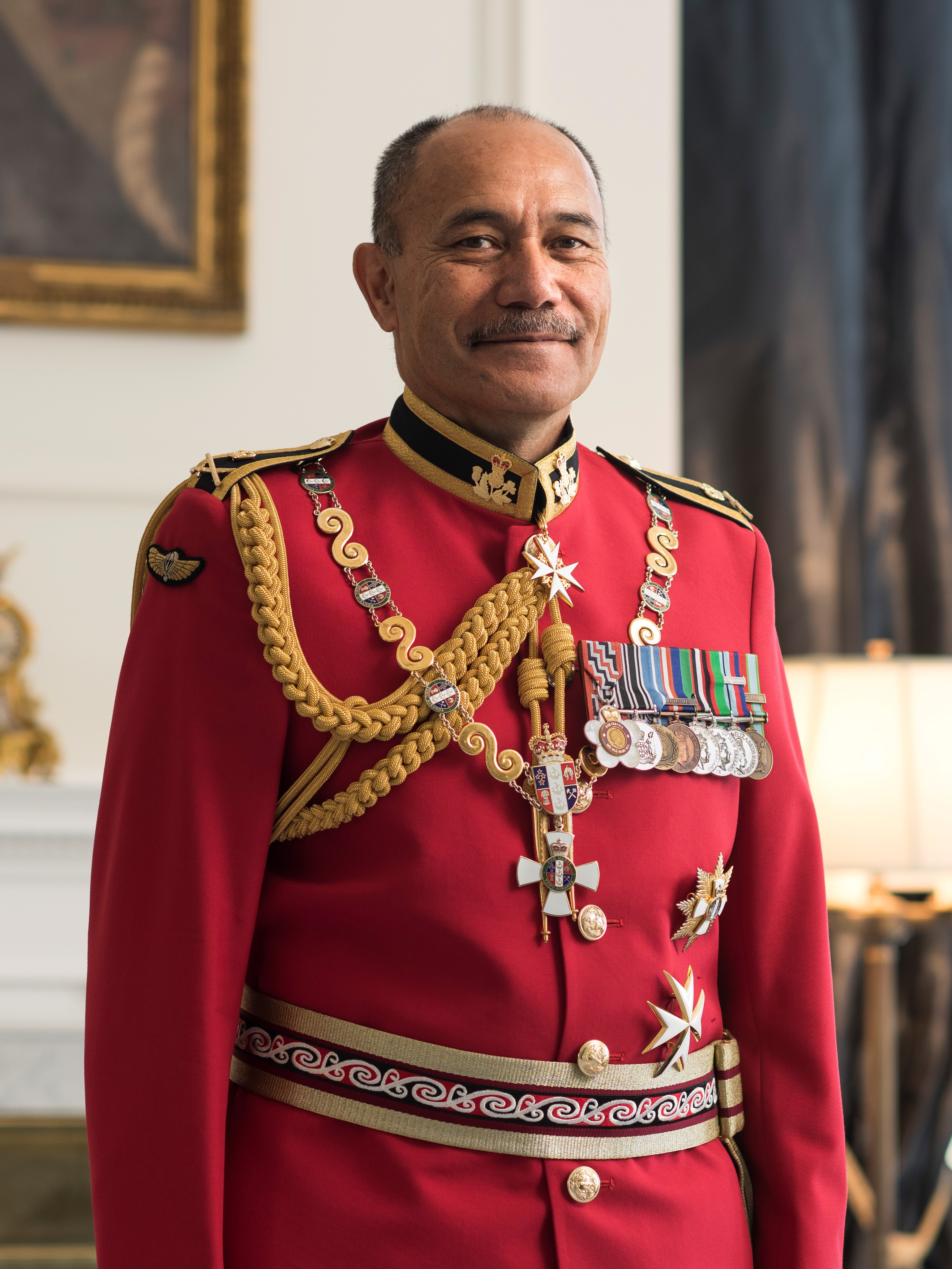
Jerry Mateparae 2011-2016
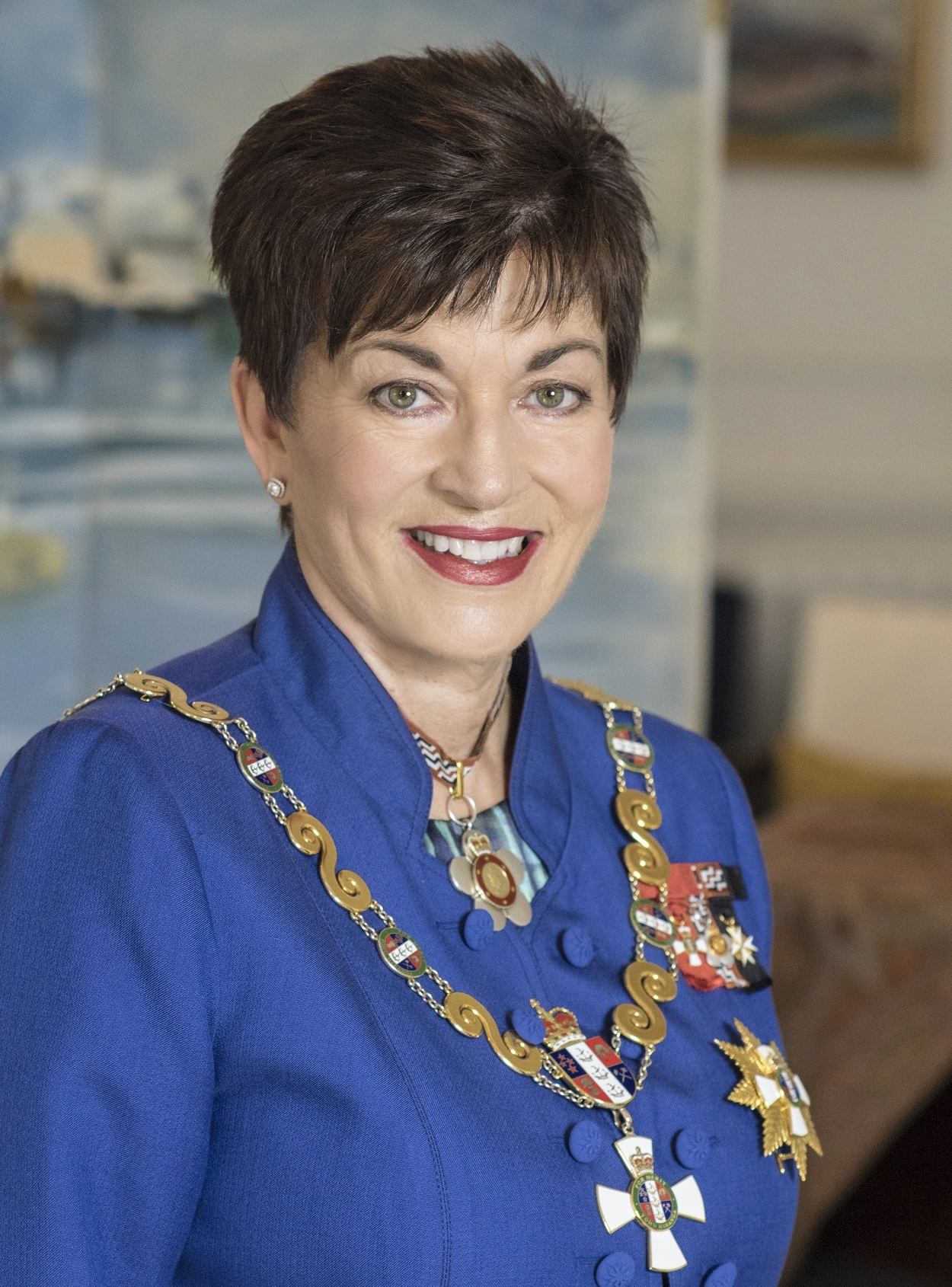
Patsy Reddy 2016-2021
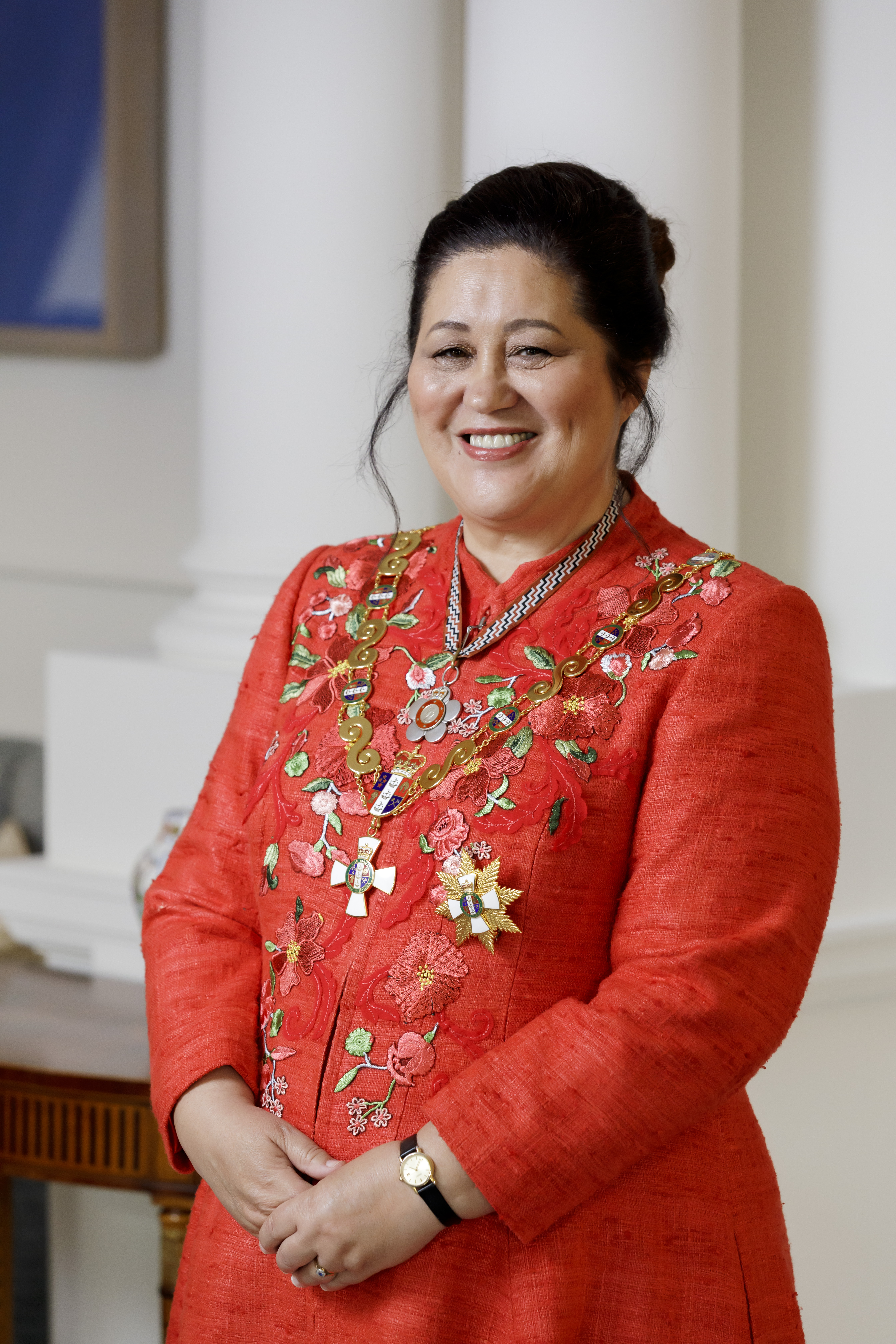
Cindy Kiro 2021-présent

#### Autres
- Démographie de la Nouvelle-Zélande, économie de la Nouvelle-Zélande
- Politique en Nouvelle-Zélande, Gouverneur général de Nouvelle-Zélande, Gouvernement de Nouvelle-Zélande, Cabinet de Nouvelle-Zélande
- Parlement de Nouvelle-Zélande, liste des Premiers ministres de Nouvelle-Zélande
- Politique étrangère de la Nouvelle-Zélande, histoire politique de la Nouvelle-Zélande (en)
- Chronologie néo-zélandaise de l'Antarctique
- Chronologie de l'environnement de la Nouvelle-Zélande (en)
- Culpabilité blanche (White guilt)